# Cinema del Regne Unit

El cinema del Regne Unit està recolzat per una indústria cinematogràfica potent i compta amb una trajectòria de més d'un segle. Tot i que la producció cinematogràfica va assolir el màxim històric el 1936. L'edat d'or" del cinema britànic es va produir a la dècada de 1940, durant la qual els directors com David Lean, Michael Powell, amb Emeric Pressburger i Carol Reed van produir les seves obres més aclamades per la crítica. Molts actors britànics han obtingut èxit i reconeixements mundials, com Maggie Smith, Roger Moore, Michael Caine, Sean Connery, Daniel Day-Lewis, Judi Dench, Gary Oldman, Emma Thompson o Kate Winslet. Algunes de les pel·lícules amb més èxits de taquilla mai obtingudes s'han produït al Regne Unit, incloses la tercera i la sisena Llista de les pel·lícules mes taquilleres: Harry Potter i James Bond.
La identitat de la indústria cinematogràfica britànica, sobretot pel que fa a Hollywood, ha estat sovint objecte de debat. La seva història s'ha vist afectada pels intents de competir amb la indústria nord-americana. La carrera del productor Alexander Korda va estar marcada per aquest objectiu. La Rank Organisation va intentar fer-ho als anys quaranta i Goldcrest als anys vuitanta. Nombrosos directors d'origen britànic, com Alfred Hitchcock, Christopher Nolan i Ridley Scott, i intèrprets, com Charlie Chaplin i Cary Grant, van assolir l'èxit principalment a través del seu treball als Estats Units.
El 2009, les pel·lícules britàniques van recaptar uns 2 bilions de dolars a tot el món, i van assolir una quota de mercat al voltant del 7% a nivell mundial i del 17% al Regne Unit. Les recaptacions de taquilla del Regne Unit van ascendir a 1,1 lliures esterlines mil milions el 2012, amb 172,5 milions d'ingressos.
El British Film Institute ha elaborat una enquesta que classifica Les 100 millors pel·lícules britàniques del segle XX (BFI Top 100 British Films). Els premis anuals BAFTA organitzats per la British Academy of Film and Television es consideren l'equivalent britànic als Premis Oscar de l'Acadèmia.

## Història

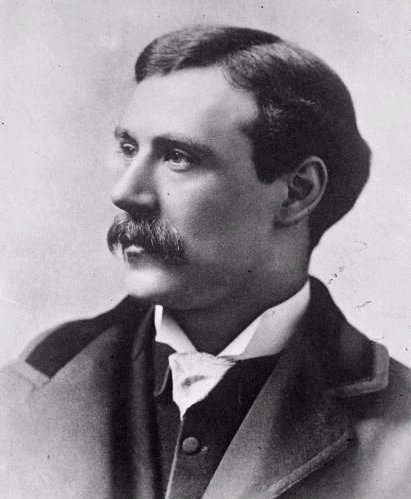
William Friese-Greene

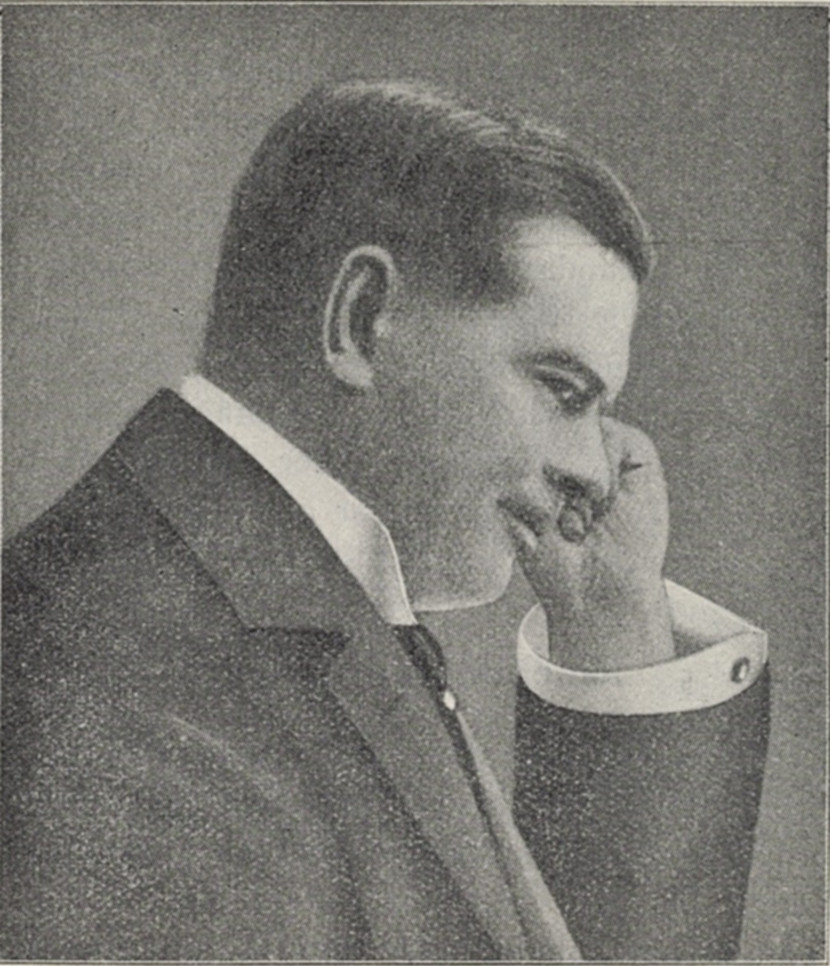
Charles Urban, 1914.

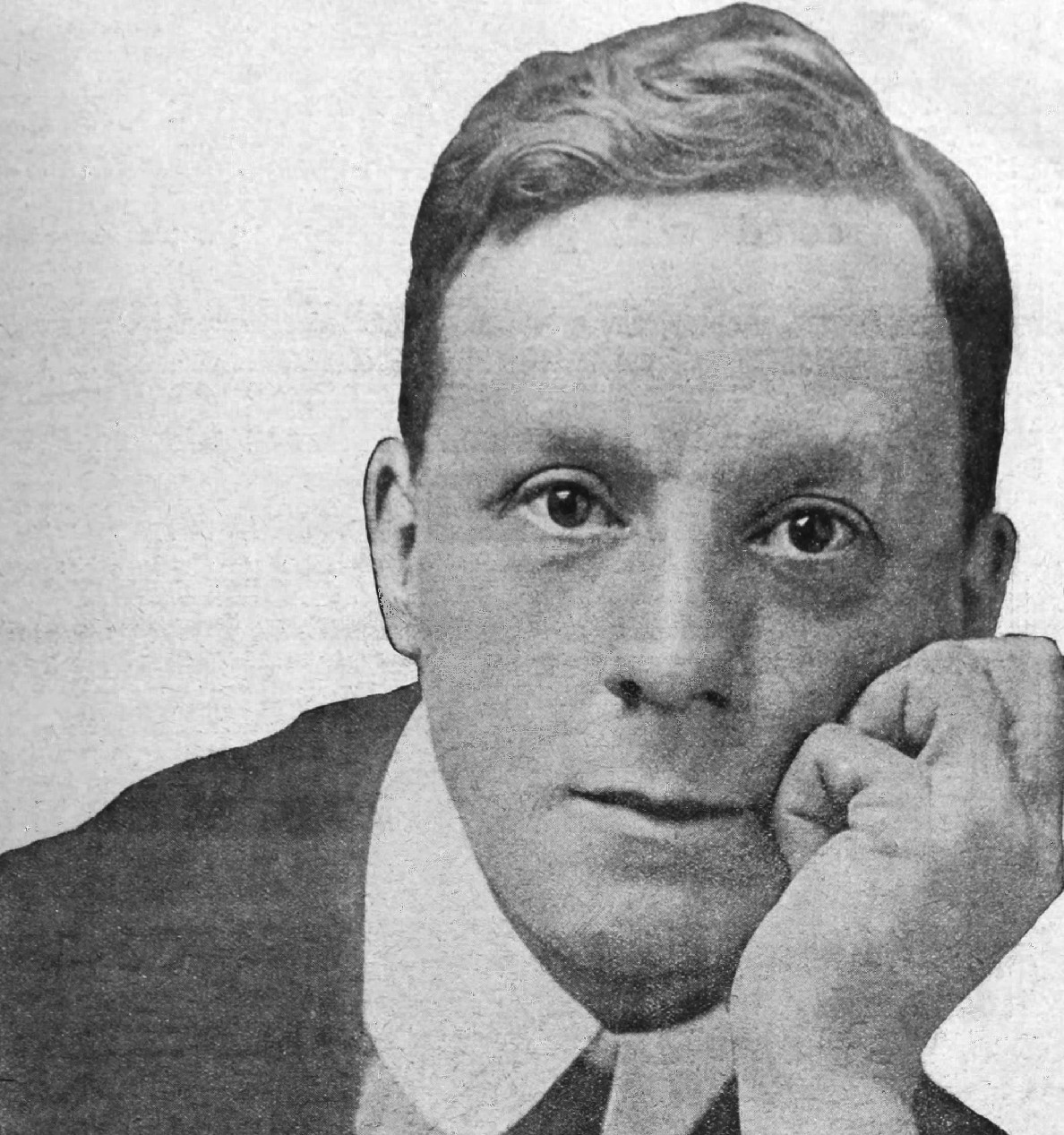
Cecil Hepworth

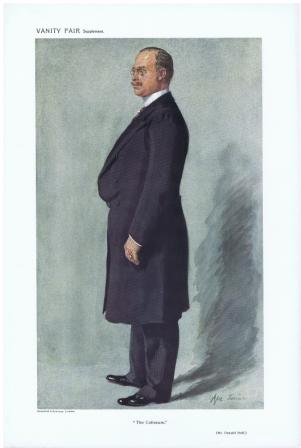
Caricatura d'Oswald Stoll al "The Coliseum" (1911)

### Orígens i cinema mut
La primera pel·lícula en moviment del món va ser rodada a Leeds per Louis Le Prince el 1888, i les primeres imatges en moviment desenvolupades en pel·lícules de cel·luloide van ser realitzades a Hyde Park, Londres el 1889 per l'inventor britànic William Friese Greene, que va patentar el procés el 1890.

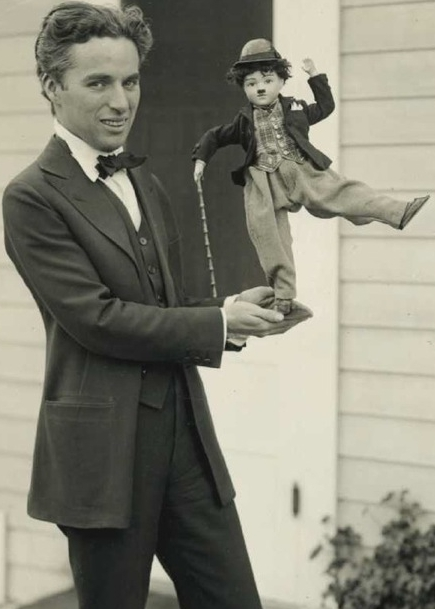
Charlie Chaplin, c. 1918

Les primeres persones que van construir i desenvolupar una càmera de 35 mm en funcionament al Regne Unit van ser Robert W. Paul i Birt Acres. Ells van rodar la primera pel·lícula britànica Incident a Clovelly Cottage el febrer de 1895, poc abans de fer front a la patent del giny. Aviat es van obrir diverses companyies de cinema britàniques per satisfer la demanda de noves pel·lícules, com Mitchell and Kenyon a Blackburn.
Tot i que les primeres pel·lícules britàniques eren d'esdeveniments quotidians, a principis del segle xx van aparèixer curtmetratges narratius, principalment comèdies i melodrames. Les primeres pel·lícules sovint tenien un to melodramàtic i hi havia una clara preferència per les línies d'històries que ja coneixia el públic, en particular les adaptacions de les obres de Shakespeare i les novel·les de Dickens.
Els germans Lumière van portar el seu espectacle per primera vegada a Londres el 1896. El 1898, el productor nord-americà Charles Urban va ampliar la Warwick Trading Company amb seu a Londres per produir pel·lícules britàniques, principalment documentals i notícies. El mateix 1898 es va fundar la Gaumont-British Picture Corp com a filial de la francesa Gaumont Film Company, construint els estudis Lime Grove a l'oest de Londres el 1915, en un edifici que fou el primer construït a Gran Bretanya únicament per a la producció de pel·lícules. També el 1898 Hepworth Studios va ser fundat a Lambeth, al sud de Londres per Cecil Hepworth. La companyia Bamforth & Co Ltd va començar a produir pel·lícules a Yorkshire, i William Haggar endagaria la producció de pel·lícules a Gal·les.
Dirigida per Walter R. Booth, Scrooge o, Marley's Ghost (1901) és la primera adaptació cinematogràfica coneguda de la novel·la A Christmas Carol de Charles Dickens. La pel·lícula de Booth The Hand of the Artist (1906) ha estat reconeguda com la primera pel·lícula d'animació britànica.

El 1902 Ealing Studios van ser fundats per Will Barker, convertint-se en l'estudi de cinema més antic del món encara en funcionament. El mateix any,1902 es va fer la primera pel·lícula en color del món. Com altres pel·lícules realitzades a l'època, és de fets de la vida quotidiana. El 2012 va ser trobada pel National Science and Media Museum de Bradford després d'estar 110 anys oblidat en una llauna vella. Es creia que el títol anterior de la primera pel·lícula en color, que utilitzava el procés Kinemacolor inferior d'Urban, datat el 1909. Les pel·lícules redescobertes van ser realitzades pel pioner Edward Raymond Turner de Londres, que va patentar el seu procés el 22 de març de 1899.

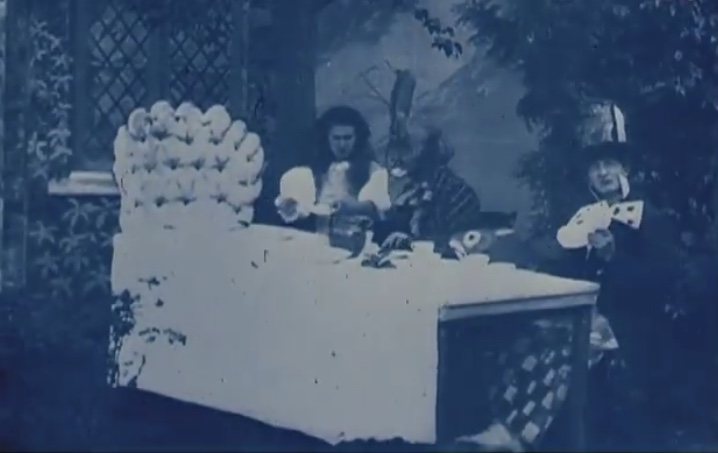
May Clark (1885-1971) i Norman Whitten (1881-1969) a Alice in Wonderland (1903) dirigida per Cecil Hepworth

El 1903 Urban va constituir la Charles Urban Trading Company, que va produir les primeres pel·lícules en color mitjançant el seu procés patentat Kinemacolor. Greene ho va portar posteriorment als tribunals, cosa que va provocar que l'empresa deixés de treballar el 1915. El mateix any, Cecil Hepworth i Percy Stow van dirigir Alice in Wonderland, la primera adaptació cinematogràfica del llibre infantil de Lewis Carroll Alicia en terra de meravelles. Frank Mottershaw de Sheffield va produir la pel·lícula A Daring Daylight Robbery, que va llançar el gènere de la persecució.
El 1911 es va fundar a Soho, Londres la Ideal Film Company, que va distribuir prop de 400 pel·lícules el 1934 i en va produir 80. Dos anys més tard, el 1913, el director escènic Maurice Elvey va començar a dirigir pel·lícules britàniques, convertint-se en el director de cinema més prolífic de Gran Bretanya, amb gairebé 200 el 1957. El 1914 es va fundar l'Elstree Studios i va ser adquirit el 1928 per Ludwig Blattner, d'origen alemany, que va inventar un sistema de gravació de cintes magnètiques d'acer que va adoptar la BBC el 1930.
El 1920 Gaumont va obrir els estudis Islington, on va començar Alfred Hitchcock, i que es va vendre a Gainsborough Pictures el 1927. També el 1920 els estudis Cricklewood van ser fundats per Sir Oswald Stoll, convertint-se en l'estudi de cinema més gran de Gran Bretanya, conegut per les sèries de cinema de Fu Manchu i Sherlock Holmes. Paral·lelament es constituïa la companyia de curta trajectòria Minerva Films que va ser va ser fundada a Londres per l'actor Leslie Howard (també productor i director), i el seu amic i editor de contes Adrian Brunel. Algunes de les seves primeres pel·lícules estan escrites per A.A .Milne: The Bump, protagonitzada per C. Aubrey Smith ; Twice Two ; Five Pound Reward ; i Bookworms.

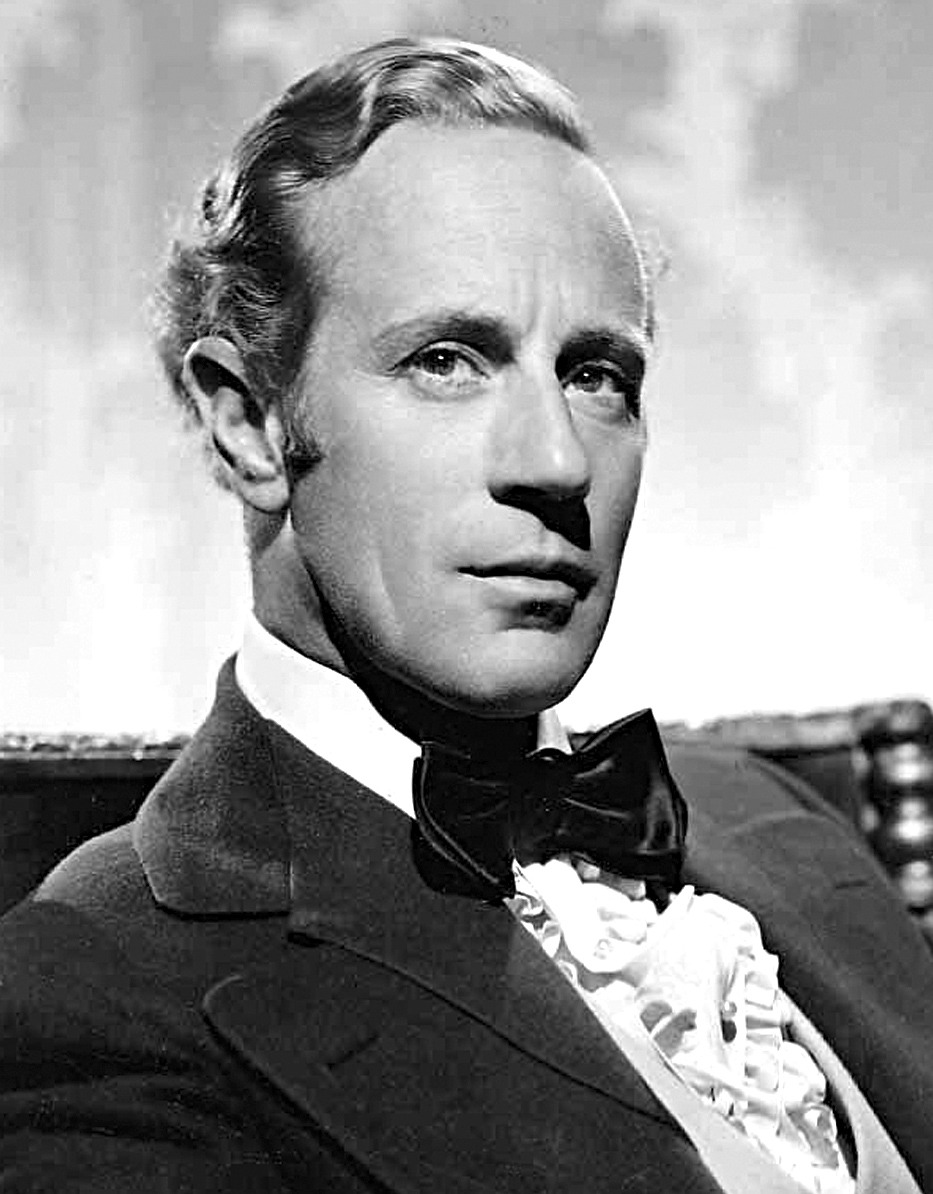
Leslie Howard

A mitjans de la dècada de 1920, la indústria cinematogràfica britànica perdia davant la forta competència dels Estats Units, tot i que va ser compensada per la tirada d'un mercat intern molt més gran. El 1914 el 25% de les pel·lícules que es projectaven al Regne Unit eren britàniques, però el 1926 el percentatge ja havia caigut ja un 5%. La recessió de 1924 va provocar el tancament de molts estudis de cinema britànics. Aquesta crisi va conduir a l'aprovació de la Cinematograph Films Act de 1927 per impulsar la producció local,i exigir que els cinemes mostressin un cert percentatge de pel·lícules britàniques a les sales. La llei va ser tècnicament un èxit, ja que el públic de les pel·lícules britàniques va ser més gran que la qüota requerida. No obstant va tenir l'efecte de crear un mercat per a pel·lícules de baixa qualitat i de baix cost, fetes per satisfer aquesta qüota. Els "quota quickies", com es van conèixer, van ser sovint culpats pels historiadors per frenar el desenvolupament de la indústria. Amb tot, alguns cineastes britànics, com Michael Powell, van aprendre el seu ofici realitzant aquest tipus de pel·lícules. La llei es va modificar amb la Cinematograph Films Act de 1938 que va ajudar a la indústria cinematogràfica britànica especificant que només s'inclourien a la quota les pel·lícules realitzades i rodades a Gran Bretanya, una llei que va reduir greument la producció cinematogràfica canadenca i australiana.
Irònicament, l'estrella més gran del cinema mut, el còmic anglès Charlie Chaplin, tenia la seva base a Hollywood.

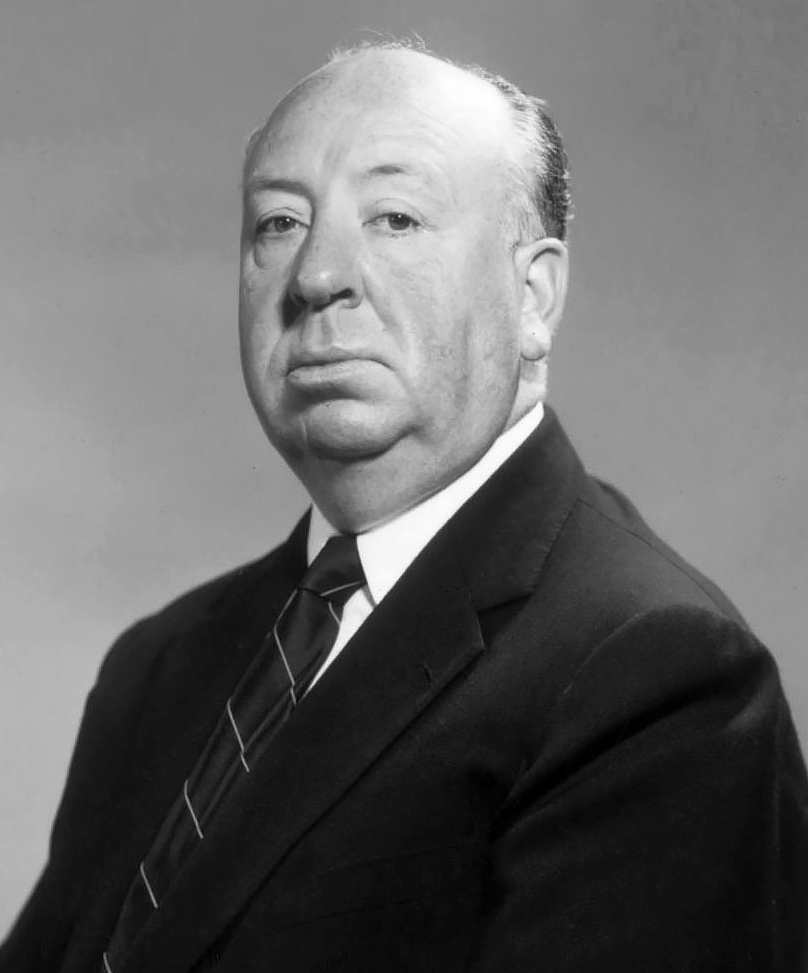
Alfred Hitchcock

### El primer període sonor
El procurador escocès John Maxwell va fundar el British International Pictures (BIP) el 1927. Amb seu a l'antic British National Studios d'Elstree, els propietaris originals de les instal·lacions, inclòs el productor-director Herbert Wilcox, havien tingut dificultats financeres. Una de les primeres pel·lícules de la companyia, Blackmail (1929) d'Alfred Hitchcock, sovint es considera el primer llargmetratge sonor britànic. Era un cinema de so parcial amb una partitura i efectes de so sincronitzats. A principis de 1929 es va publicar la primera pel·lícula britànic amb parla, The Clue of the New Pin. Es basava en una novel·la d'Edgar Wallace, protagonitzada per Donald Calthrop, Benita Home i Fred Raines, que va ser produïda per British Lion als seus estudis de Beaconsfield. El BIP de John Maxwell es va convertir en la Associated British Picture Corporation (ABPC) el 1933. Segons Lou Alexander, els estudis d'ABPC a Elstree van ser coneguts com la "porridge factory", per "raons més propenses a relacionar-se amb la quantitat de pel·lícules que va generar l'empresa que la seva qualitat". Elstree -en sentit estricte gairebé tots els estudis de la veïna Borehamwood- es va convertir en el centre de la indústria cinematogràfica britànica, amb sis complexos al llarg dels anys, tots molt pròxims els uns dels altres.
Amb l'arribada de les pel·lícules sonores, molts actors estrangers tenien menys demanda, amb una pronunciació anglesa habitualment utilitzada. Per exemple, la veu de l'actriu txeca Anny Ondra a Xantatge va ser substituïda per un Joan Barry fora de càmera durant les escenes d'Ondra.
Començant per Drifters de John Grierson (també el 1929), el període va veure sorgir l'escola del Moviment de cinema documental realista, a partir del 1933, associat a la GPO Film Unit. Va ser Grierson qui va encunyar el terme "documental" per descriure una pel·lícula de no ficció, i va produir les primeres pel·lícules més famoses del moviment: Night Mail (1936), escrita i dirigida per Basil Wright i Harry Watt, i que incorpora el poema de WH Auden cap al final del curt.
Les sales musicals també van demostrar influència en les pel·lícules de comèdia d'aquest període i van sorgir diverses personalitats populars, com ara George Formby, Gracie Fields, Jessie Matthews i Will Hay. Aquestes estrelles sovint feien diverses pel·lícules a l'any, i les seves produccions seguien sent importants per a la moral durant la Segona Guerra Mundial.

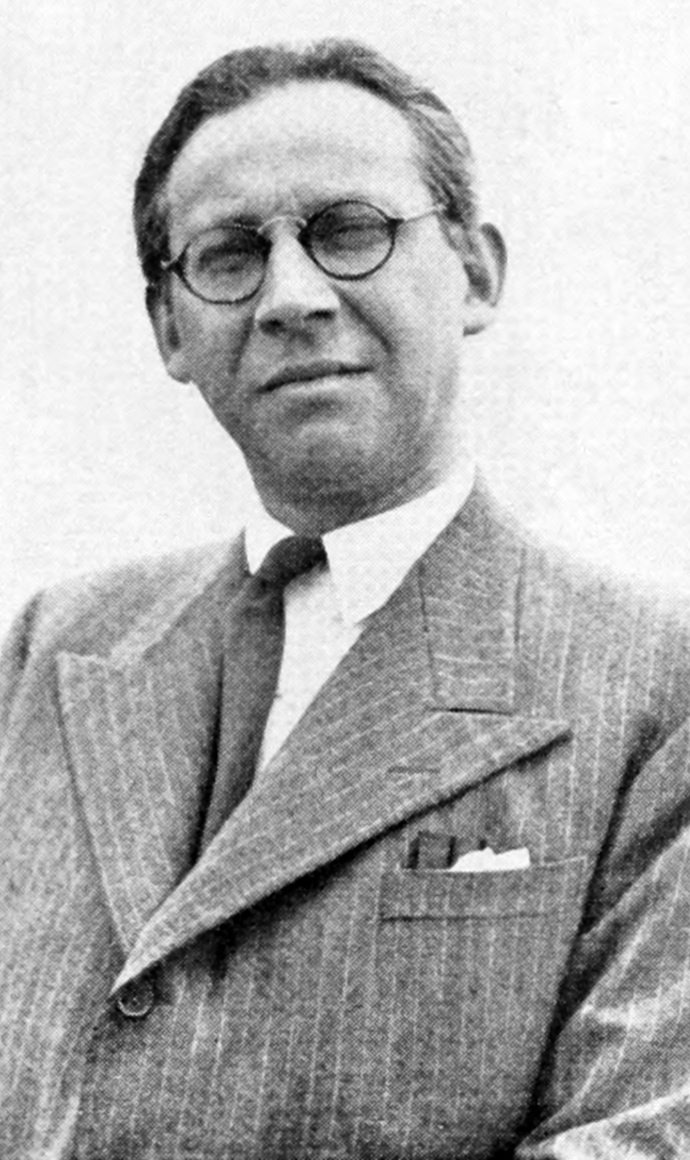
Alexander Korda

Moltes de les pel·lícules britàniques amb pressupostos més grans durant la dècada de 1930 van ser produïdes per London Films, fundada per l' emigrat hongarès Alexander Korda. L'èxit de The Private Life of Henry VIII (1933), produïda per British and Dominion a Elstree, va convèncer United Artists conjuntament amb The Prudential a invertir en els estudis de cinema de Denham de Korda, que es van obrir el maig de 1936. Però els dos inversors van patir pèrdues com a resultat. Les pel·lícules de Korda abans de la guerra serien: La vida futura, Rembrandt (totes de 1936) i La comtessa Alexandra (1937), així com les primeres pel·lícules de Technicolor Rebel·lió a l'Índia (1938) i Les quatre plomes (1939). Aquests havien seguit de prop Wings of the Morning (1937), el primer llargmetratge technicolor de tres bandes del Regne Unit, realitzat per la filial local de 20th Century Fox. Tot i que algunes de les pel·lícules de Korda es van dedicar a "una bandera proimperial incessant", les que van protagonitzar Sabu el van convertir en "una enorme estrella internacional"; Durant força temps va tenir el perfil més alt de qualsevol actor d'origen indi. Paul Robeson també va participar en papers principals quan "gairebé no hi havia oportunitats" per als afroamericans "de jugar papers desafiants" a les produccions del seu propi país.

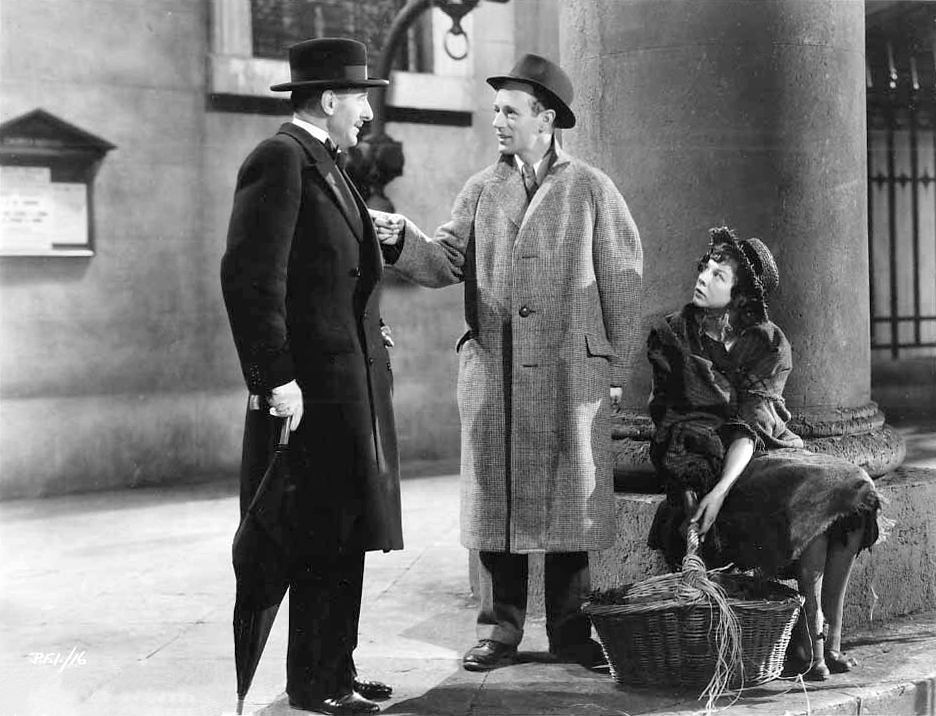
Scott Sunderland, Leslie Howard i Wendy Hiller a Pigmalió (1938)

L'augment de la despesa i les expectatives excessivament optimistes d'expansió al mercat nord-americà van provocar una crisi financera el 1937, després que es va estrenar el màxim històric de 192 pel·lícules el 1936. De les 640 empreses productores britàniques registrades entre el 1925 i el 1936, només 20 encara eren actives el 1937. A més, la Llei de cinema de 1927 estava en procés de renovació. La substitució de Cinematograph Films Act de 1938 va proporcionar incentius, mitjançant una " prova de qualitat ", perquè les empreses britàniques fessin menys pel·lícules, però de més qualitat, i eliminessin les "quotes ràpides". Influïda pel context polític mundial, es va fomentar la importació i la inversió nord-americana a partir del New Deal. Com a resultat resultat va ser la creació de MGM-British, una filial anglesa de l'estudi nord-americà més gran, que va produir quatre pel·lícules abans de la guerra, entre elles Goodbye, Mr. Chips (1939). Aquesta nova empresa es va basar inicialment als estudis Denham.
El mateix Korda va perdre el control de la instal·lació el 1939 davant la Rank Organization, que el seu propi Pinewood Studios havia obert a finals de setembre de 1936. Les circumstàncies van obligar a completar el El lladre de Bagdad (1940) a California, una espectacular pel·lícula fantàstica, on Korda va continuar la seva carrera cinematogràfica durant la guerra.
Alfred Hitchcock va ser contractat per Gaumont British, assentat en el gènere del thriller a mitjan anys trenta amb The Man Who Knew Too Much (1934), Els trenta-nou-graons (1935) i Alarma a l'exprès (1938). Reconegut a Gran Bretanya, on va ser batejat com "Alfred el Gran" per la revista Picturegoer, la reputació de Hitchcock començava a desenvolupar-se a l'estranger, afirmant un escriptor del New York Times; "Tres institucions úniques i valuoses que tenen els britànics que no tenim a Amèrica. Carta Magna, el Pont de la Torre i Alfred Hitchcock, el millor director de melodrames de pantalla del món. " Hitchcock va signar un contracte de set anys per Selznick i es va traslladar a Hollywood.

### Segona Guerra Mundial
"The idea of a nation of devoted cinema-goers is inextricably linked with the number of classic films released during the war years. This was British cinema’s ‘golden age’, a period in which filmmakers such as Humphrey Jennings, David Lean, Powell and Pressburger, and Carol Reed came to the fore."
Publicada a The Times el 5 de setembre de 1939, dos dies després que la Gran Bretanya declarés la guerra a Alemanya, la carta de George Bernard Shaw protestava contra una ordre del govern de tancar tots els llocs d'entreteniment, inclosos els cinemes. "Quin agent del canceller Hitler és qui ha suggerit que tots ens hauríem d'encongir en la foscor i el terror" durant tota la vida "?. Al cap de dues setmanes de l'ordre es van tornar a obrir els cinemes de les províncies, seguits pels del centre de Londres un mes després. El 1940, les xifres d'ingressos al cinema van augmentar, fins a superar els 1.000 milions l'any, i van continuar augmentant a més de 1.500 milions el 1943, 1944 i 1945.

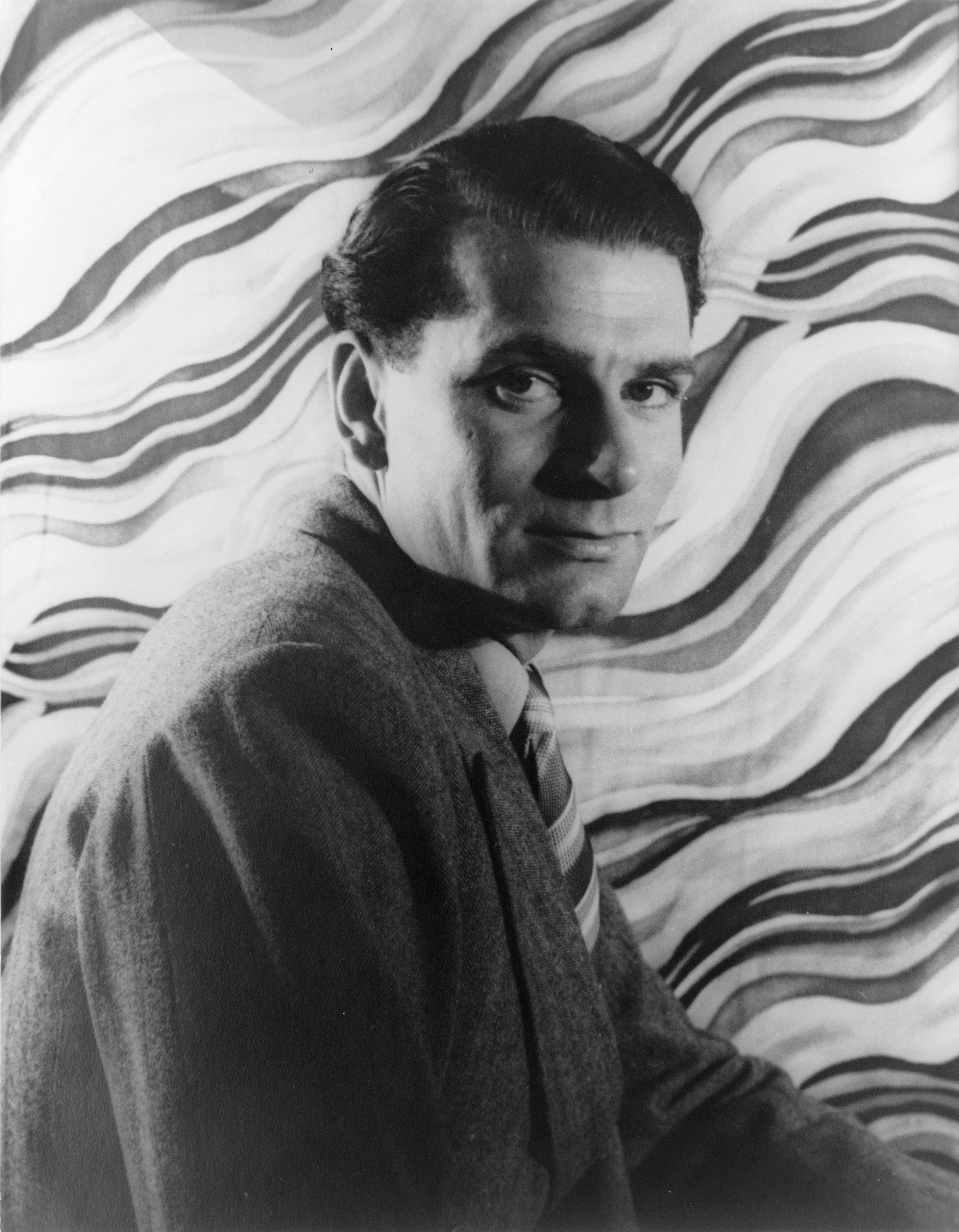
Foto de Laurence Olivier per Carl Van Vechten.(1939)

Humphrey Jennings va començar la seva carrera com a documentalista just abans de la guerra, en alguns casos treballant en col·laboració amb codirectors. London Can Take It (amb Harry Wat, 1940) va treballar durant The Blitz mentre Listen to Britain (amb Stewart McAllister, 1942) mirava el front des de casa. La Crown Film Unit, part del Ministry of Information, va assumir les responsabilitats de la GPO Film Unit el 1940. Paul Rotha i Alberto Cavalcanti eren companys de Jennings. Les pel·lícules britàniques van començar a fer ús de tècniques documentals. Cavalcanti es va unir a Ealing Studios amb Went the Day Well? (1942),
Moltes altres pel·lícules van ajudar a donar forma a la imatge popular de la nació en guerra. Entre les pel·lícules més conegudes hi ha Sang, suor i llàgrimes (1942), We Dive at Dawn (1943), Millions Like Us (1943) i Cada cop mes alt (1944). Els anys de la guerra també van aparèixer l'associació The Archers entre el director Michael Powell i l'escriptor-productor d'origen hongarès Emeric Pressburger amb pel·lícules com La vida i la mort del coronel Blimp (1943) i Un conte de Canterbury (1944).
Two Cities Films, una productora independent va publicar les seves pel·lícules a través d'una filial de Rank. També va fer algunes pel·lícules importants, incloses les col·laboracions amb Noël Coward i David Lean This Happy Breed (1944) i Blithe Spirit (1945), així com Enric V de Laurence Olivier (1944). En aquell moment, els estudis Gainsborough llançaven les seves sèries de melodrames d'època molt denostats per la crítica, però increïblement populars, com: Perfidia (1943) i La dama malvada (1945). Noves estrelles, com Margaret Lockwood i James Mason, van sorgir a les pel·lícules de Gainsborough.

### Cinema de postguerra
Cap al final de la dècada de 1940, la Rank Organisation, fundada el 1937 per J. Arthur Rank, es va convertir en la força dominant del cinema britànic, amb l'adquisició de diversos estudis britànics, la cadena Gaumont (el 1941) per i afegir-los a la xarxa de sales Odeon. Cinemes. La greu crisi financera de Rank el 1949, amb una pèrdua i un deute substancials, va provocar la contracció de la seva producció cinematogràfica. A la pràctica, Rank va mantenir un duopoli de la indústria amb ABPC (després absorbida per EMI) durant molts anys.

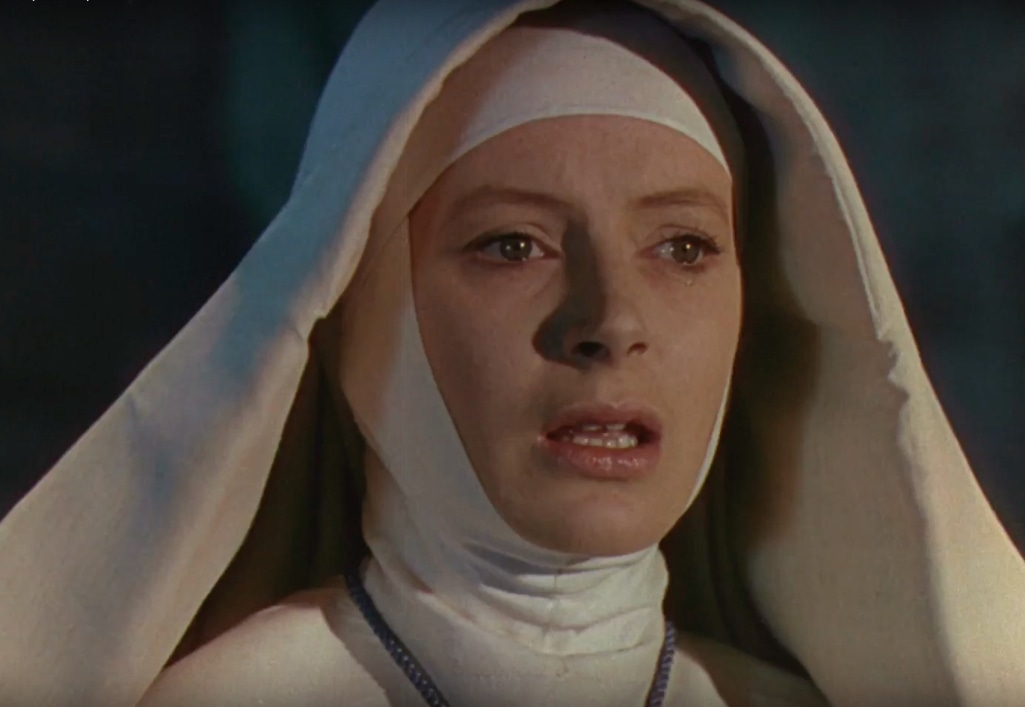
Deborah Kerr com a germana Clodagh a Narcís negre (1947)

De moment, la indústria va assolir nous nivells de creativitat en els anys immediats de la postguerra. Entre les pel·lícules més significatives produïdes durant aquest període trobem: Breu encontre de David Lean (1945) i les seves adaptacions de Dickens Grans esperances (1946) i Oliver Twist (1948), els thrillers de Carol Reed Llarga és la nit (1947) i El tercer home (1949), i A vida o mort de Powell i Pressburger (1946), Narcís negre (1947) i Les sabatilles vermelles (1948), la pel·lícula amb més èxit comercial del seu any als Estats Units. Hamlet de Laurence Olivier (també el 1948), va ser la primera no nord-americana en guanyar l'Oscar a la millor pel·lícula. Els estudis Ealing (amb el suport financer de Rank) van començar a produir les seves comèdies més cèlebres, amb tres de les pel·lícules més ben recordades, Whisky Galore (1948), Kind Hearts and Coronets i Passport to Pimlico (ambdues el 1949), estrenant-se gairebé simultàniament. El seva antològica pel·lícula de terror Dead of Night (1945) també és va rebre un reconeixement en particular.
Segons la Llei de drets d'importació de 1932, HM Treasury va imposar un aranzel del 75% a totes les importacions de pel·lícules des del 6 d'agost de 1947. Aquesta norma, fou coneguda com Dalton Duty, degut a que Hugh Dalton, era el Ministre d'Hisenda (Regne Unit). L'impost va entrar en vigor el 8 d'agost, aplicant-se a totes les pel·lícules importades, de les quals la majoria aclaparadora provenia dels Estats Units. Els ingressos dels estudis de cinema nord-americans del Regne Unit havien superat els 68 milions de dòlars estatunidencs el 1946. L'endemà, 9 d'agost, la Motion Picture Association va anunciar que no es subministrarien més pel·lícules als cinemes britànics fins nou avís. La Dalton Duty es va acabar el 3 de maig de 1948 amb els estudis nord-americans tornant a exportar pel·lícules al Regne Unit, tot i que el Pla Marshall prohibia a les empreses cinematogràfiques nord-americanes treure divises de les nacions on emetien les seves pel·lícules.
El Eady Levy, nom de Sir Wilfred Eady era un impost sobre la taquilla rebuda al Regne Unit per tal de donar suport a la indústria cinematogràfica britànica. Es va establir el 1950, entrant en vigor el 1957. El pagament governamental directe a productors britànics s'hauria qualificat com a subvenció, segons els termes de l'Acord General sobre Aranzels i Comerç, i hauria comportat objeccions per part de productors de cinema nord-americans. Un gravamen indirecte no es qualificava com a subvenció i, per tant, era una forma adequada de proporcionar finançament addicional a la indústria cinematogràfica britànica tot evitant les crítiques de l'estranger.

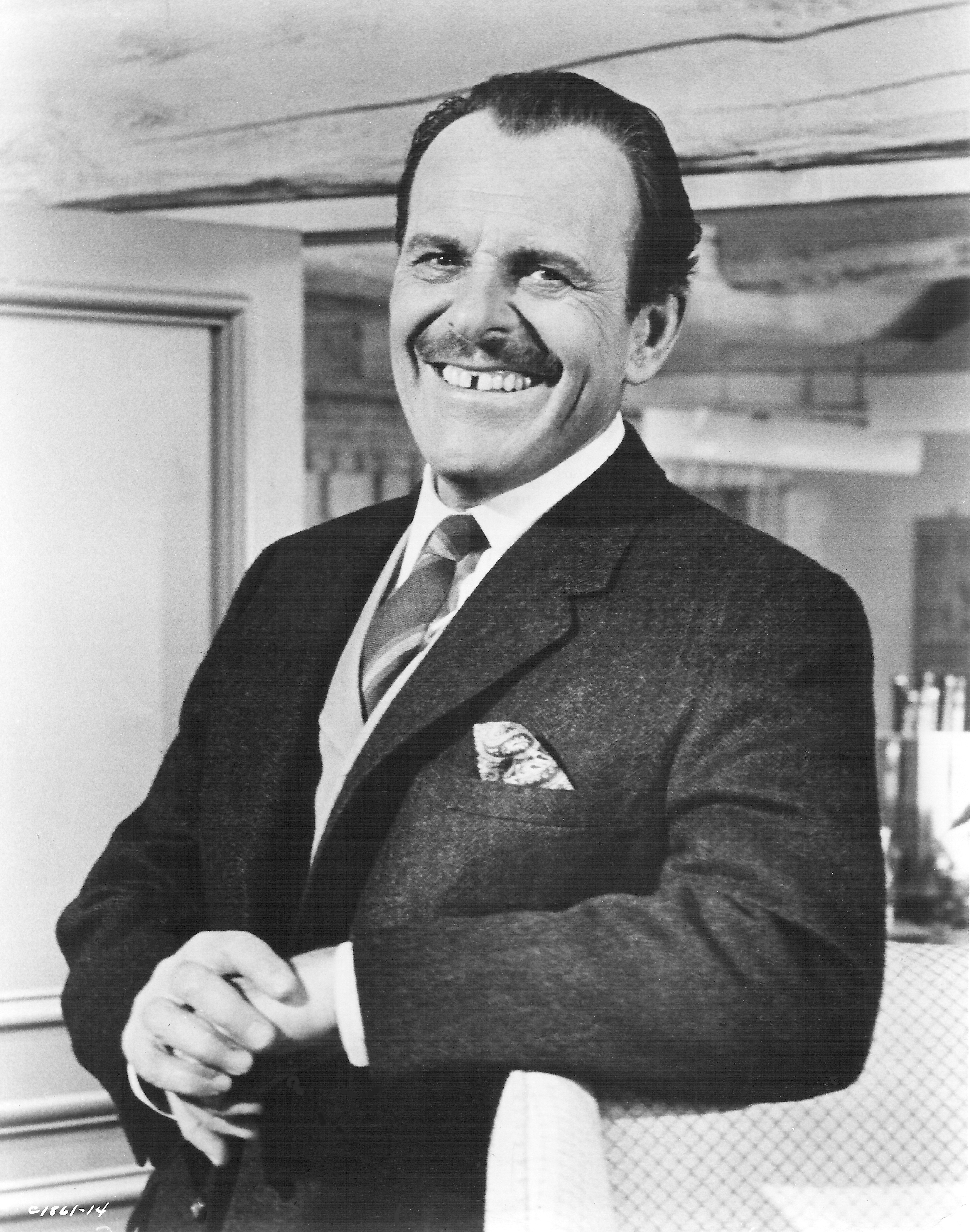
Terry-Thomas va actuar amb Peter Sellers en quatre pel·lícules entre el 1957 i el 1959. La seva última pel·lícula, I'm All Right Jack, va ser la pel·lícula amb més ingressos a la taquilla britànica el 1960

Durant la dècada de 1950, la indústria del cinema britànica va començar a concentrar-se en comèdies populars i en drames de la Segona Guerra Mundial dirigits de manera més directa al públic nacional. Les pel·lícules bèl·liques sovint es basaven en històries reals i es feien amb un estil discret similar a les seves predecessores de la guerra. Van ajudar a fer estrelles d'actors com John Mills, Jack Hawkins i Kenneth More. Algunes de les més reeixides van ser The Cruel Sea (1953), The Dam Busters (1954), The Colditz Story (1955) i Reach for the Sky (1956).
La Rank Organization va produir alguns èxits de comèdia, com Genevieve (1953). L'equip d'escriptors / directors / productors dels germans bessons John i Roy Boulting també van produir una sèrie de sàtires d'èxit sobre la vida i les institucions britàniques, començant per Private's Progress (1956) i continuant amb -entre d'altres- Brothers in Law (1957), Carlton -Browne of the FO (1958) i I'm All Right Jack (1959). Protagonista a School for Scoundrels (1960). El British Film Institute va considerar que Terry-Thomas era "excel·lent com a canalla britànic clàssic".
Les sèries populars de comèdia van estar representades amb "Doctor", que va començar amb el títol Doctor in the House (1954). Aquesta estava protagonitzada originalment per Dirk Bogarde, probablement l'estrella més popular de la indústria britànica dels anys 50, tot i que les pel·lícules posteriors van incorporar a Michael Craig i Leslie Phillips en papers principals. La sèrie Carry On va començar el 1958 amb aparicions regulars durant els vint anys següents. El director i productor italià Mario Zampi també va fer diverses comèdies negres d'èxit, com ara Laughter in Paradise (1951), The Naked Truth (1957) i Too Many Crooks (1958). Els Ealing Studios havien continuat les seves sèries de comèdies d'èxit, incloses The Lavender Hill Mob (1951) i El quintet de la mort (1955), però la companyia va deixar de produir-les el 1958, després que els estudis van ser comprats per la BBC.

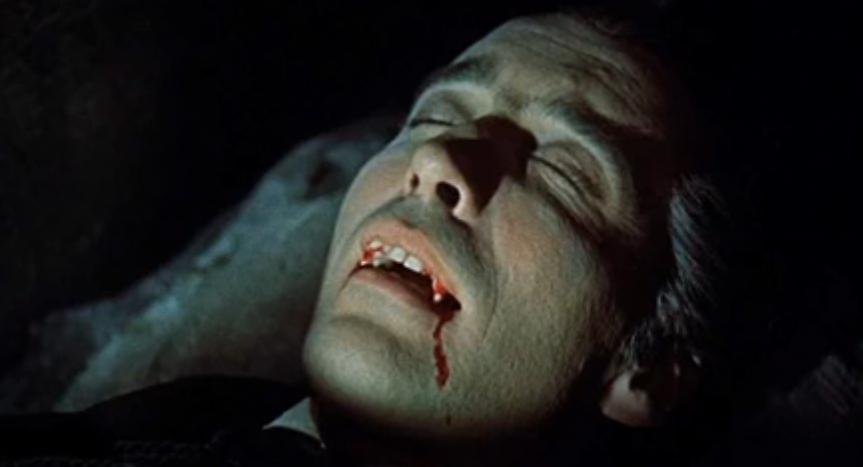
Christopher Lee a Dràcula (1958)

La censura menys restrictiva cap a finals dels anys cinquanta va animar el productor de cinema Hammer Films a emprendre la seva sèrie de pel·lícules de terror d'èxit comercial. Es va començar per les adaptacions dels sèries de ciència-ficció de la BBC de Nigel Kneale The Quatermass Experiment (1955) i Quatermass II (1957). Hammer es va graduar ràpidament amb La maledicció de Frankenstein (1957) i Dracula (1958), ambdós enganyosament fastuosos i considerats el primer terror gòtic en pel·lícules de color. L'estudi va donar lloc a nombroses seqüeles i variants, sent els actors anglesos Peter Cushing i Christopher Lee els protagonistes més habituals. Peeping Tom (1960), un thriller ara molt apreciat, amb elements de terror, ambientat en el període contemporani, va ser mal rebut per la crítica de l'època i va acabar amb la carrera de Michael Powell, el seu director.

### Realsme social

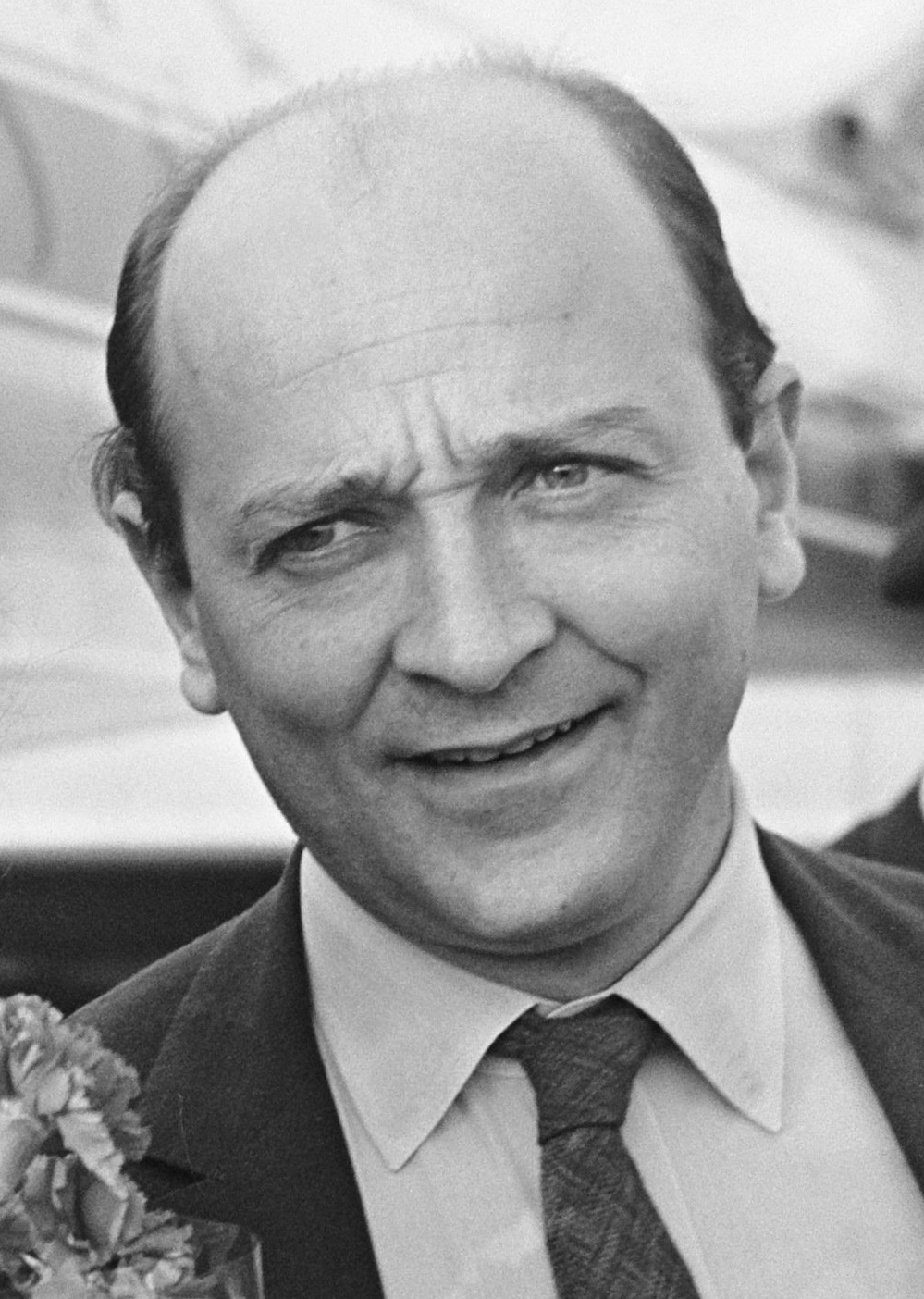
Karel Reisz que participava de Free Cinema i a la "New Wave britànica"

Els cineastes de la New Wave Britànica van intentar produir pel·lícules de realisme social a través de llargmetratges comercials estrenats entre el 1959 i el 1963 que volien transmetre una narrativa sobre un espectre social més ampli de persones a la Gran Bretanya que les que s'havien promogut inicialment al país. Directors com Karel Reisz, Lindsay Anderson i Tony Richardson, van participar en la curta revista de cinema d'Oxford, Sequence, i en el moviment del cinema documental "Free Cinema". La declaració de Free Cinema de 1956, encunyat per Anderson, afirmava: "Cap pel·lícula pot ser massa personal. La imatge parla. El so amplifica i comenta. La mida és irrellevant. La perfecció no és un objectiu. Una actitud significa un estil. Un estil significa una actitud ". Anderson, en particular, era menystingut per la indústria del cinema comercial. Entre les seves pel·lícules documentals hi trobem Every Day Except Christmas, patrocinada per Ford of Britain, i també Momma Don't Allow de Richardson. Un altre membre d'aquest grup, John Schlesinger, va realitzar documentals per a la sèrie de TV Monitor.de la BBC.
Harry Saltzman, coproductor de James Bond, el dramaturg John Osborne i Tony Richardson van fundar la companyia Woodfall Films per produir els seus primers llargmetratges. Aquests van portar a terme adaptacions de les produccions escèniques de Richardson i d'Osborne: Look Back in Anger (1959), amb Richard Burton, i The Entertainer (1960) amb Laurence Olivier, ambdues de guions propis d'Osborne. Atlres fimls com Saturday Night and Sunday Morning de Reisz (també 1960), A Taste of Honey (1961) de Richardson, A Kind of Loving Schlesinger (1962), Billy Liar (1963) i This Sporting Life (1963) d'Anderson s'associen sovint amb una nova obertura sobre la vida de la classe treballadora o sobre qüestions prèviament tabús com l'homosexualitat.
L'equip de Basil Dearden i Michael Relph, d'una generació anterior, "indaga en els problemes socials que afrontaven ara l'estabilitat social i l'establiment del consens en temps de pau promès". Pool of London (1950). i Sapphire (1959) van ser els primers intents de crear narratives sobre les tensions racials i una britànica multi-cultural emergent. La víctima (1961) de Dearden i Relph, tractava el tema de la persecucció a l'homosexualitat. Influït per l'informe Wolfenden, de quatre anys abans, defensava la despenalització de l'activitat sexual homosexual. aquesta va ser "la primera pel·lícula britànica que tractà explícitament l'homosexualitat". Tanmateix, a diferència dels cineastes de New Wave, les respostes crítiques al treball de Dearden i Relph no van estar tant generalment positives.

### Els anys seixanta

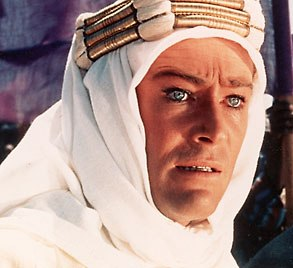
Peter O'Toole a Lawrence d'Aràbia (1962)

A mesura que avançaven els anys seixanta, els estudis nord-americans van tornar a donar suport financer a les pel·lícules britàniques. Especialment aquelles que van aprofitar la imatge del Swinging London amb l'ambient social que va esclatar a Londres a mitjans de la dècada. Pel·lícules com Darling, El Knack (ambdues de 1965), Alfie i Georgy Girl (ambdues de 1966), van explorar aquest fenomen. Blow Up (també 1966) i, més tard, Dones enamorades (1969), van mostrar per primera vegada nuesa frontal i femenina a la pantalla de les principals pel·lícules britàniques.
Al mateix temps, els productors de cinema Harry Saltzman i Albert R. Broccoli van combinar sexe amb ubicacions exòtiques, violència casual i humor autoreferencial a la sèrie de James Bond amb un èxit transcendental de Sean Connery en el paper principal. La primera pel·lícula Dr. No (1962) va tenir un èxit sorpresa al Regne Unit i la segona, Des de Rússia amb amor (1963), un èxit a tot el món. En el moment de la tercera pel·lícula, Goldfinger (1964), la sèrie s'havia convertit en un fenomen mundial, assolint el seu màxim èxit comercial amb Operació Tro l'any següent. La popularitat de la sèrie va provocar un boom de pel·lícules d'espionatge amb moltes imitacions de Bond. El coproductor de Bond, Saltzman, també va instigar una sèrie rival de pel·lícules d'espionatge més realistes basades en les novel·les de Len Deighton. Michael Caine va actuar com un espia amb ulleres Harry Palmer a L'expedient Ipcress (1965), i amb dues seqüeles en els propers anys. Altres pel·lícules d'espionatge més desconcertants es van adaptar a partir de les novel·les de John le Carré, com ara The Spy Who Came in from the Could (1965) i The Deadly Affair (1966).

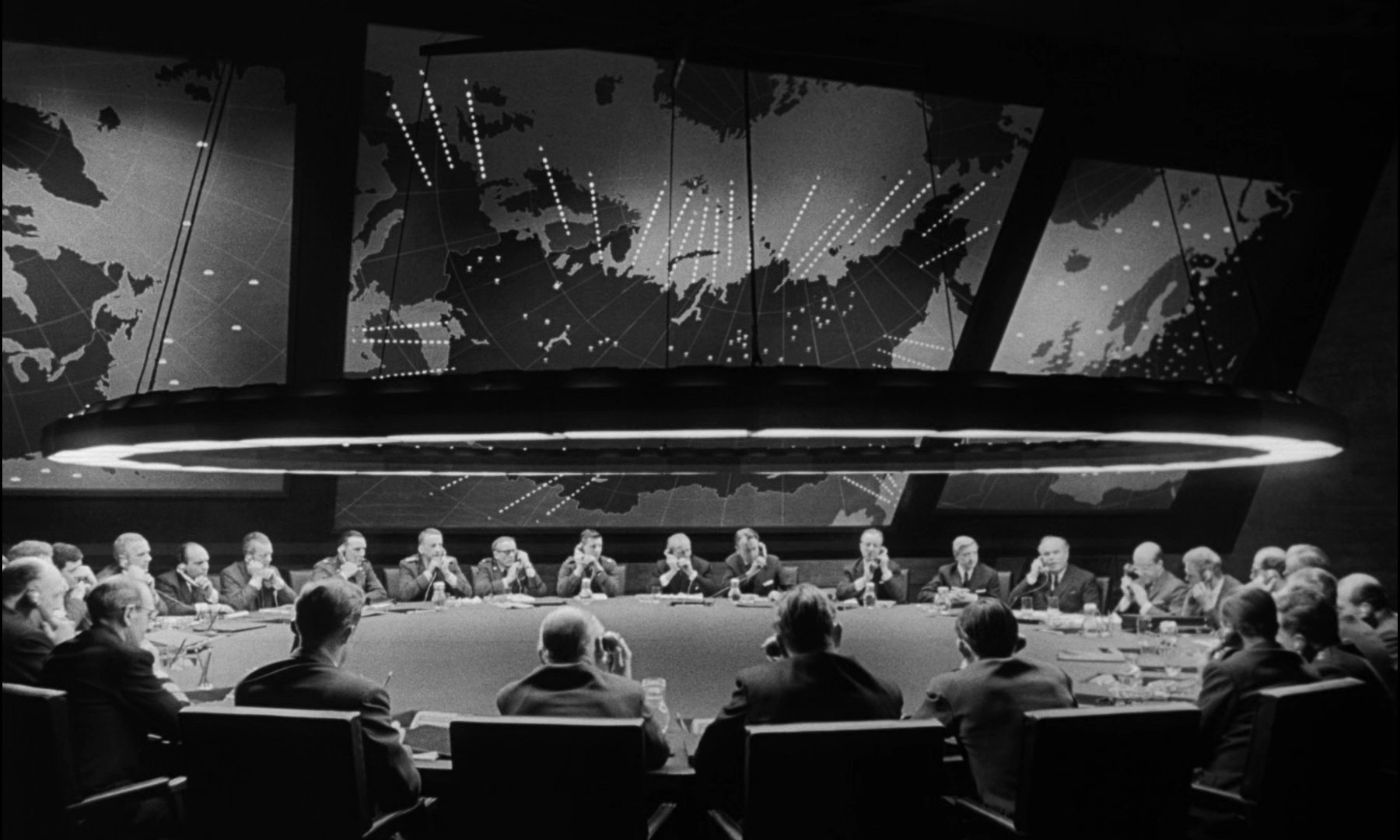
La sala de guerra del Dr. Strangelove (1963) va ser dissenyada per Ken Adam

Els directors nord-americans van estar treballant regularment a Londres durant la dècada, però diversos es van convertir en residents permanents al Regne Unit. La Llista negra de Hollywood als Estats Units, va coduir a que Joseph Losey tingués una influència significativa en el cinema britànic als anys seixanta, sobretot amb les seves col·laboracions amb el dramaturg Harold Pinter i el protagonista Dirk Bogarde, en El servent (1963) i Accident (1967). Els exiliats voluntaris Richard Lester i Stanley Kubrick també van ser actius al Regne Unit. Lester va tenir èxits importants amb la pel·lícula de The Beatles A Hard Day's Night (1964) i The Knack ... and How to Get It (1965), mentre que el Doctor Strangelove de Kubrick (1963) i 2001: una odissea de l espai (1968). Tot i que Kubrick es va establir a Hertfordshire a principis dels anys seixanta i viuria a Anglaterra la resta de la seva carrera, aquestes dues pel·lícules encara van mantenir una forta influència nord-americana. Altres pel·lícules d'aquesta època van comptar amb destacats cineastes d'altres llocs d'Europa, Repulsion (1965) i Blow up (1966) van ser les primeres pel·lícules en anglès del director polonès Roman Polanski i de l'italià Michelangelo Antonioni, respectivament.
Pel·lícules històriques tan diverses com Lawrence of Arabia (1962), Tom Jones (1963) i Un home per a l'eternitat (1966) es van beneficiar de la inversió d'estudis nord-americans. Regularment es van produir projectes importants com Becket (1964), Khartoum (1966) i The Charge of the Light Brigade (1968), mentre que pel·lícules de menor factura, com Accident (1967), van ser grans èxits de crítica. Quatre dels guanyadors de l'Oscar de la dècada a la millor pel·lícula van ser produccions britàniques, inclosos sis Oscars per al musical Oliver! (1968), basada en la novel·la de Charles Dickens Oliver Twist.
Després de dirigir diverses contribucions a la sèrie d'antologia Wednesday Play de la BBC, Ken Loach va començar la seva carrera al llargmetratge de realisme social: Poor Cow (1967) i Kes (1969). Mentrestant, la controvèrsia al voltant de Peter Watkins The War Game (1965), que va guanyar l'Oscar al millor documental el 1967, tot i que havia estat suprimida per la BBC que l'havia encarregat, portaria finalment Watkins a treballar exclusivament fora de Gran Bretanya.

### 1970 a 1980

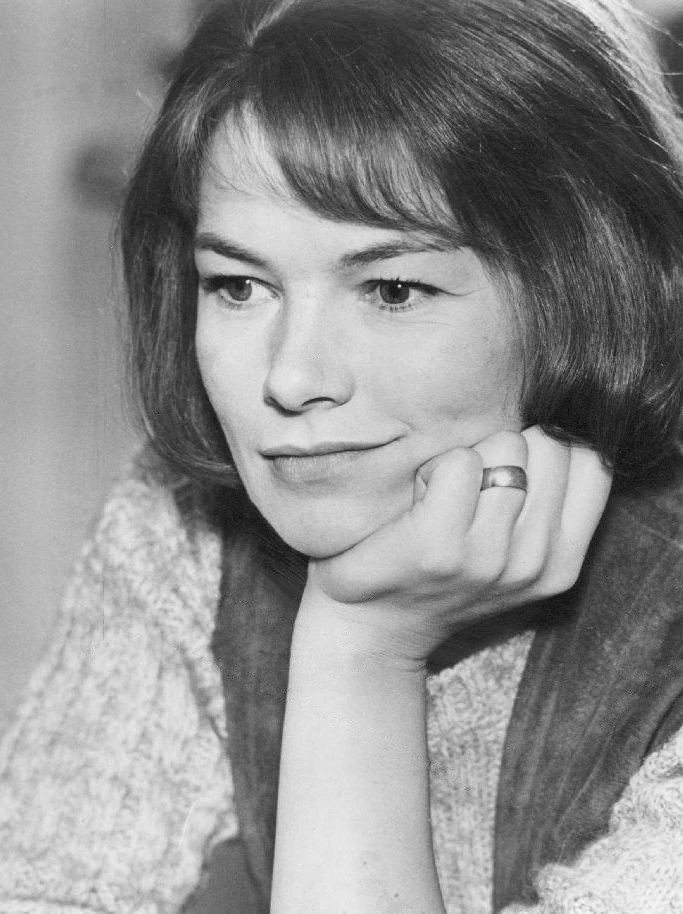
Glenda Jackson el 1971.

Els estudis nord-americans van reduir la seva participàció en les produccions britàniques i, en molts casos, es van retirar del finançament total. Encara es feien pel·lícules finançades per interessos nord-americans,com La vida privada de Sherlock Holmes (1970), de Billy Wilder, però durant un temps el finançament va fer difícil d'aconseguir.
Una censura més relaxada també va portar diverses pel·lícules controvertides, com ara la interpretació de Nicolas Roeg i Donald Cammell, a The Devils de Ken Russell (1971), Els gossos de palla de Sam Peckinpah (1971) i La taronja mecànica (1971) de Stanley Kubrick. protagonitzada per Malcolm McDowell com a líder d'una banda de matons en un futur distòpic britànic.
En altres pel·lícules a principis dels anys setanta trobem el drama eduardià El missatger (1971), que va guanyar la Palma d'Or al Festival de Cannes; el thriller sobrenatural de Amenaça a l'ombra (1973) de Nicolas Roeg; el drama de gansters de Mike Hodges, o L'assassí implacable (1971) protagonitzat per Michael Caine. Alfred Hitchcock va tornar a Gran Bretanya per rodar Frenesi (1972). Produccions com El jove Winston de Richard Attenborough (1972) i Un pont massa llunyà (1977) van tenir un èxit comercial irregular. El cicle de pel·lícules de terror britàniques associades a Hammer Film Productions, Amicus i Tigon va acabar per ser el seu final, tot i els intents de Hammer de condimentar la fórmula amb nuesa i gore afegits. Tot i que es van fer alguns intents d'ampliar el ventall de pel·lícules de terror britàniques, com amb The Wicker Man (1973), aquestes van tenir poc impacte a la taquilla. El 1976, British Lion, que va produir The Wicker Man, va quedar finalment absorbit per la divisió cinematogràfica d'EMI, que ja havia incorporat ABPC el 1969. El duopoli de l'exhibició de cinema britànic, a través de Rank i ara EMI, va continuar.

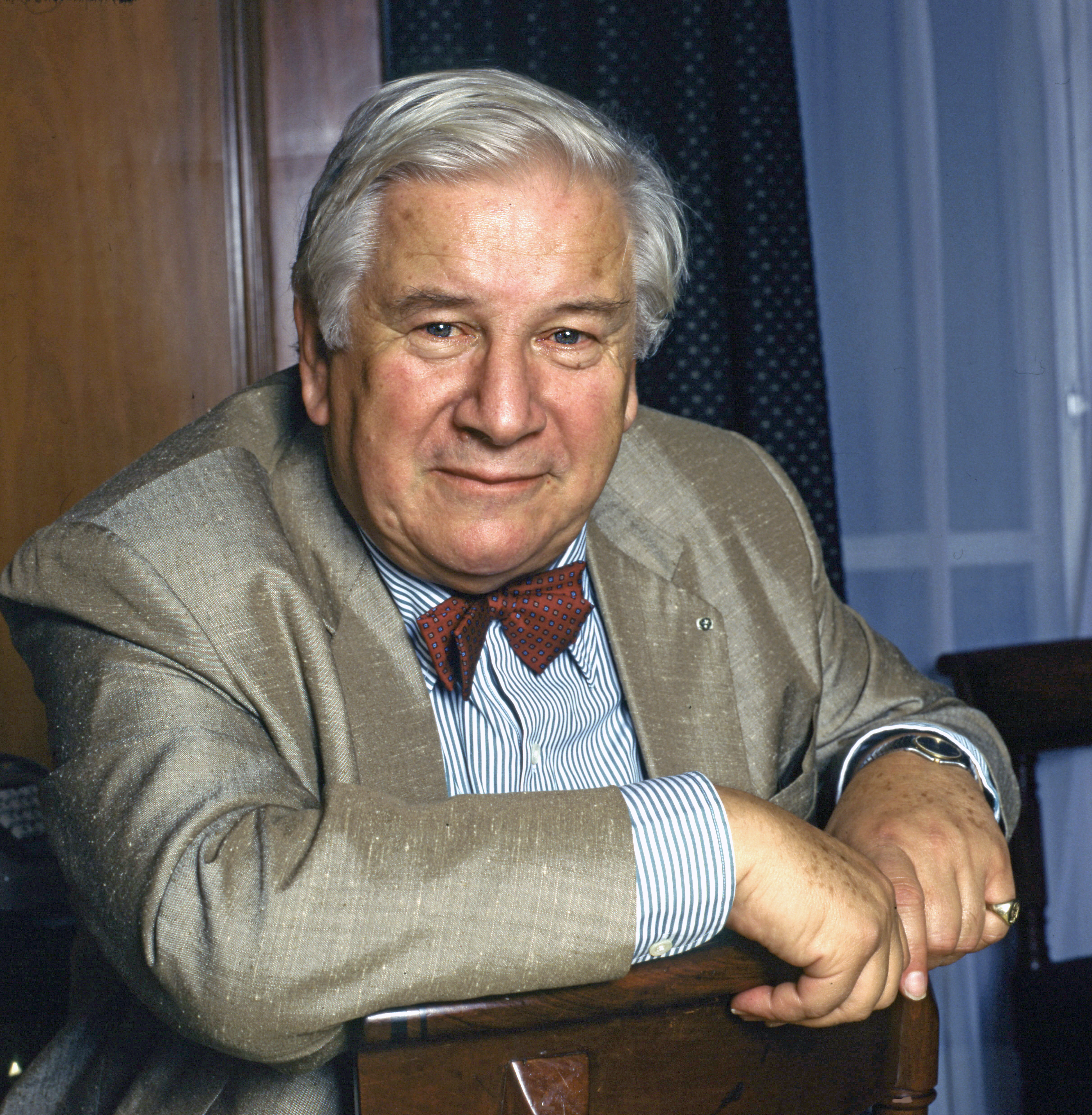
Peter Ustinov (a la foto el 1986) va actuar com a Hercule Poirot a Mort al Nil (1978)

Alguns productors britànics, inclòs Hammer, van recórrer a la televisió per inspirar-se. Les versions en pantalla gran de comèdies de situació com On the Buses (1971) i Steptoe and Son (1972) van tenir èxit amb el públic nacional. Per un any més la pel·lícula de Bond, Diamants per a l'eternitat del 1973, va comptar amb l'actor britànic Roger Moore i a, Viu i deixa morir, que va ser tot un èxit comercial. Moore continuaria amb el paper durant els propers 12 anys. Entre les comèdies sexuals britàniques de baix pressupost hi trobrem les Confessions of a Window… sèrie protagonitzada per Robin Askwith, que comença amb Confessions of a Window Cleaner (1974). Comèdies d'una major qualitat van venir de l'equip de Monty Python, també de la televisió. Les seves dues pel·lícules amb més èxit van ser Monty Python and the Holy Graal (1975) i La vida de Brian (1979), va comptar amb gran repercussió social a causa de la controvèrsia que en aquell moment va tenir la seva trama.
Algunes produccions americanes van tornar als principals estudis britànics el 1977–79, incloent la versió original de Star Wars: episodi IV: una nova esperança (1977) als Elstree Studios, i amb Superman (1978) als Estudis Pinewood i Alien (1979) a Shepperton. Les adaptacions més reeixides es van fer a la dècada de les novel·les d'Agatha Christie Assassinat a l'Orient Express (1974) i Mort al Nil (1978). L'entrada de l'empresa ITC de Lew Grade a la producció cinematogràfica, a la segona meitat de la dècada, va portar només alguns èxits de taquilla i també un nombre gran de fracassos

### 1980 a 1990

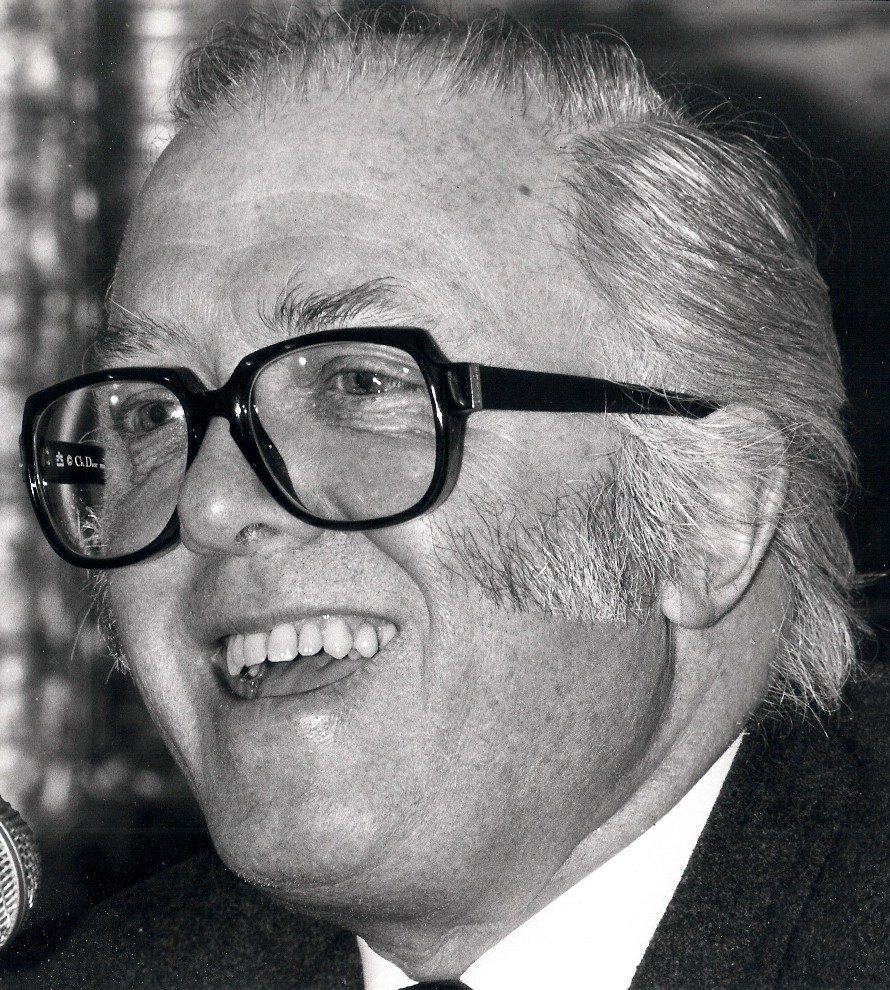
Richard Attenborough el 1983.

El 1980, només es van fer 31 pel·lícules britàniques, un 50% menys que l'any anterior i el nombre més baix des de 1914. La producció va tornar a caure el 1981 a 24 pel·lícules. La indústria va patir nous cops per la caiguda de les ajudes al cinema, que va arribar a un mínim rècord de 54 milions el 1984, i impulsada per l'eliminació de la taxa Eady Levy del 1957. La concessió havia permès a una companyia cinematogràfica amb seu a l'estranger amortitzar una gran quantitat dels seus costos de producció rodant al Regne Unit. Aquest fet va atreure una successió de produccions americanes de gran pressupost als estudis britànics als anys setanta. Aquests factors van conduir a canvis significatius en la indústria, amb la rendibilitat de les pel·lícules britàniques que ara "depenen cada vegada més de mercats secundaris com el vídeo i la televisió i el Canal 4 ... es va convertir en una part crucial de l'equació de finançament ".
Amb l'eliminació de la taxa, els cinemes multiplex es van introduir al Regne Unit amb l'obertura d'un cinema de deu pantalles per AMC Cinemas al The Point de Milton Keynes el 1985. El nombre de pantalles al Regne Unit va augmentar al voltant de 500 al llarg de la dècada. el que va provocar un augment de les ajudes de gairebé 100 milions a finals de la dècada.
La dècada de 1980 aviat va veure un renovat optimisme, liderat per petites empreses de producció independents com Goldcrest, HandMade Films i Merchant Ivory Productions.

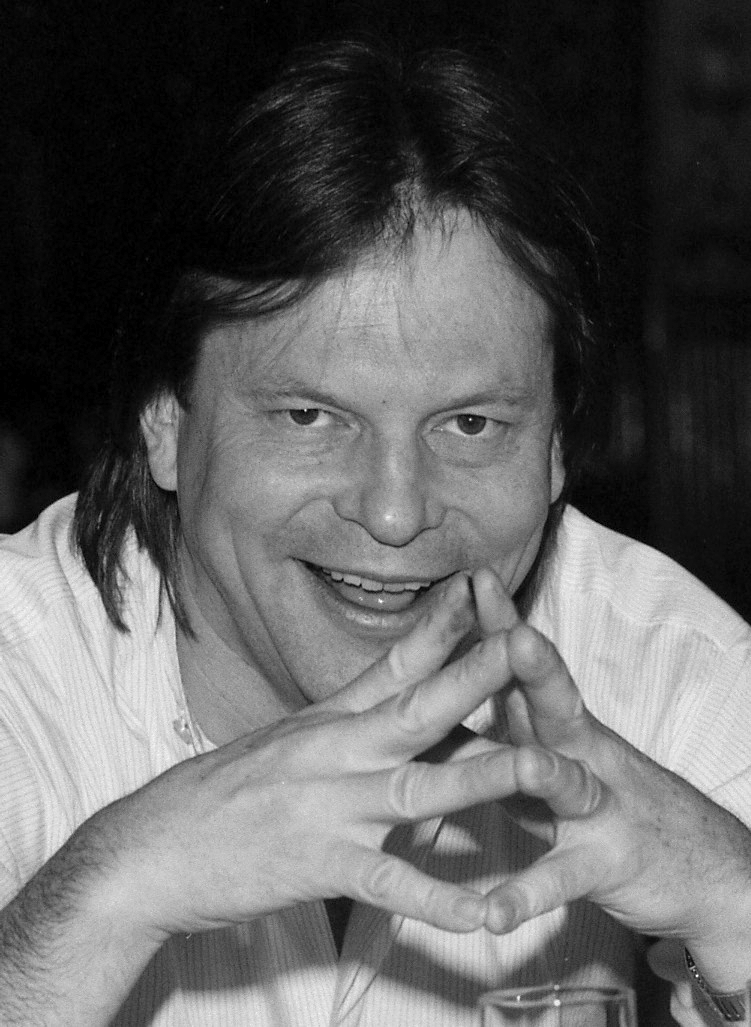
Terry Gilliam el 1985

Handmade Films, que era en part propietat de George Harrison, es va formar originalment per fer-se càrrec de la producció de La vida de Brian de Monty Python, després que Bernard Delfont (germà de Lew Grade) de l'EMI s'hagués retirat. Handmade també va comprar i llançar el drama de gàngsters El llarg Divendres Sant (1980), produït per una filial de Lew Grade, un cop que els seus patrocinadors originals li retiressin parcialment la confiança. Els membres de l'equip de Python van participar en altres comèdies durant la dècada, incloses les pel·lícules fantàstiques de Terry Gilliam , Els herois del temps (1981) i Brazil (1985), i l'èxit de John Cleese Un peix anomenat Wanda (1988). Mentrestant Michael Palin va protagonitzar a Funció privada (1984), del primer guió d'Alan Bennett per a la pantalla del cinema.
El productor de Goldcrest, David Puttnam, va ser descrit com "el més proper a un magnat que ha tingut el cinema britànic en l'últim quart del segle XX". Sota Puttnam, va sorgir una generació de directors britànics fent pel·lícules populars amb distribució internacional. Alguns dels talents recolzats per Puttnam: Hugh Hudson, Ridley Scott, Alan Parker, i Adrian Lyne. El mateix Puttnam havia començat la seva carrera a la indústria de la publicitat. Quan Hudson amb Carros de Foc (1981) va guanyar 4 premis Oscar el 1982, inclosa la millor pel·lícula, el seu escriptor Colin Welland va declarar "els britànics arriben!" Amb Gandhi (1982), una altra pel·lícula de Goldcrest, va obtenir un Oscar a la millor pel·lícula, i semblava que tenia raó.

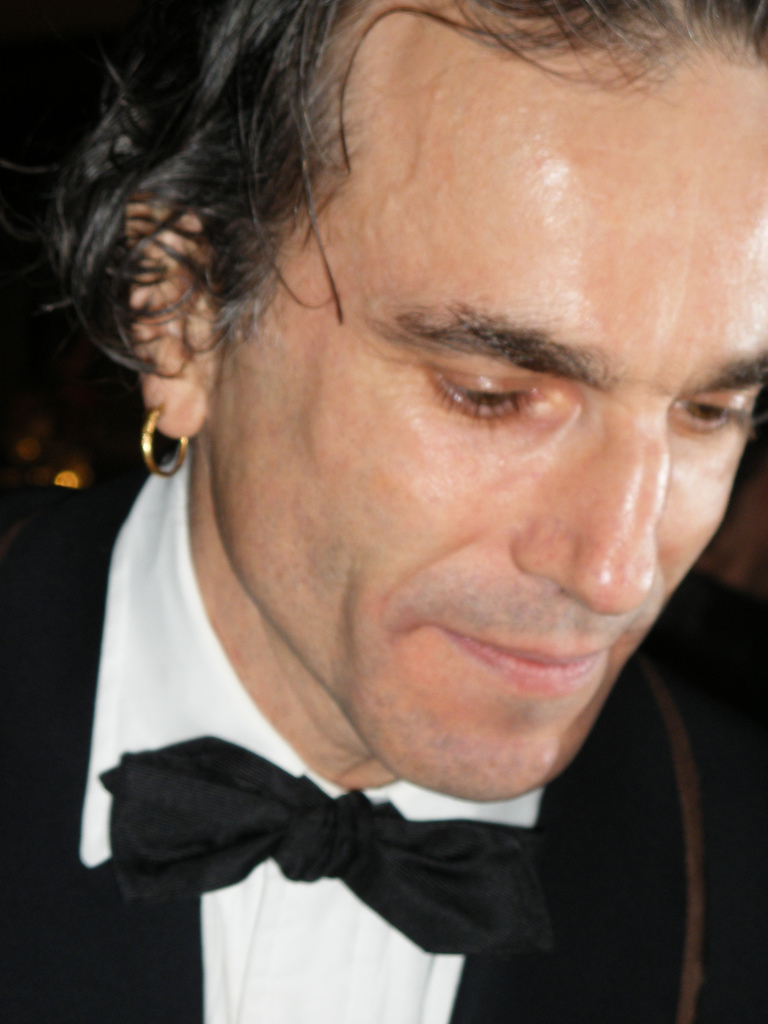
Daniel Day-Lewis als premis BAFTA del 2008.

Aquest renaixement de la industria cinematogràfica britànica va provocar un cicle de pel·lícules d'època, algunes amb un gran pressupost per a una pel·lícula britànica, com ara la direcció final de David Lean Passatge a l'India (1984). Altres com les adaptacons de Merchant Ivory de baix pressupost per les obres d'EM Forster, com Una habitació amb vista (1986) van ser prou reconegudes. Però els intents de fer produccions "grans" per al mercat nord-americà van acabar en fracàs, amb Goldcrest perdent la seva independència després de la Revolució (1985) i Els principiants (1986). Una altra pel·lícula de Goldcrest, La missió de Roland Joffé (també del 1986), va guanyar la Palma d'Or del 1986, però tampoc no va obtenir beneficis. L'anterior si que va tenir un èxit de crítica i públic: Els crits del silenci (1984) del propi Joffé. Aquests van ser els dos primers llargmetratges de Joffé i van estar entre els produïts per Puttnam.
Fora del sector comercial, els cineastes dels nous països de la Commonwealth havien començat a sorgir durant els anys setanta. Horace Ové amb Pressure (1975) havia estat finançat pel British Film Institute, així com A Private Enterprise (1974), que van ser les primeres pel·lícules afrobritàniques i asiabritàniques, respectivament. La dècada de 1980, però, va veure una onada de nous talents, amb pel·lícules com Babylon (1980) de Franco Rosso , Burning an Illusion de Menelik Shabazz (1981) i Ping Pong de Po-Chih Leong (1986), una de les primeres pel·lícules sobre la comunitat xinesa de Gran Bretanya. Moltes d'aquestes pel·lícules van rebre l'ajut del recentment format Channel 4, que tenia un mandat oficial per adreçar-se a un "públic minoritari". L'èxit comercial es va aconseguir per primera vegada amb La meva preciosa bugaderia (1985). Tractant la temàtica racials i gais, es va desenvolupar a partir del primer guió cinematogràfic d'Hanif Kureishi. My Beautiful Laundrette tal com se la coneix en anglès, compta amb Daniel Day-Lewis com a protagonista, amb la participació d'altres joves actors britànics que es convertirien en estrelles, com Gary Oldman, Colin Firth, Tim Roth i Rupert Everett, i que van rebre el sobrenom de Brit Pack.
Amb la continua participació de Channel 4 en la producció cinematogràfica, els talents de la televisió van passar a dirigir llargmetratges amb Stephen Frears (My Beautiful Laundrette) i Mike Newell amb Dance with a Stranger (1985). John Boorman, que havia estat treballant als Estats Units, va ser animat a tornar al Regne Unit per dirigir Esperança i glòria (1987). Channel Four també es va convertir en un dels principals patrocinadors de la Junta de Producció del British Film Institute, que va donar suport a tres dels cineastes més aclamats per la crítica britànica: Derek Jarman (The Last of England, 1987), Terence Davies (Veus distants, 1988) i Peter Greenaway. Aquest darrer va obtenir un èxit comercial sorprenent amb The Draughtsman's Contract (1982) i El cuiner, el lladre, la seva dona i el seu amant (1989). La companyia d'Stephen Woolley , Palace Pictures, també va produir algunes pel·lícules d'èxit, com ara En companyia de llops (1984) de Neil Jordan i Mona Lisa (1986), abans de col·lapsar-se enmig d'una sèrie de pel·lícules fallides. Entre les altres pel·lícules britàniques de la dècada hi havia Gregory's Girl (1981) de Bill Forsyth Un personatge genial (1983), Educant a Rita de Lewis Gilbert (1983), L'ajudant de camerino de Peter Yates (1983), amb el debut com a director de Kenneth Branagh., Enric V (1989).

### 1990 a 2000

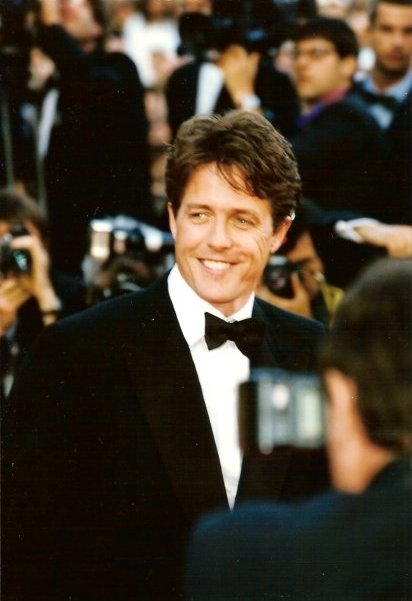
Hugh Grant al Festival de Cannes de 1997

En comparació amb els anys vuitanta, la inversió en producció cinematogràfica va augmentar dràsticament. El 1989, la inversió anual era de pocs 104 milions de lliures esterlines. El 1996, aquesta xifra s'havia elevat a 741 milions de lliures esterlines. Tot i això, la dependència dels finançaments de les cadenes de televisió com la BBC i Channel 4 significava que els pressupostos sovint eren baixos i la producció autòctona estava molt fragmentada. La indústria del cinema depenia sobretot de la inversió que podria aportar Hollywood. Segons el crític Neil Watson, s'esperava que els 90 milions de lliures que la nova National Lottery repartís en tres franquícies (The Film Consortium, Pathé Pictures i DNA) i omplissin el buit. Però el finançament corporatiu i patrimonial per a la producció cinematogràfica del Regne Unit i la indústria continuava sent escassa al país i la majoria de les empreses productores que operaven al sector continuarien sense esperança poder ser descapitalitzades.
Aquests problemes van ser compensats principalment per PolyGram Filmed Entertainment (PFM), un estudi de cinema la filial britànica de Working Title Films que va publicar una comèdia escrita per Richard Curtis Quatre bodes i un funeral (1994). Va recaptar 244 milions de dòlars a tot el món i va introduir a Hugh Grant a la fama mundial. Amb aquest èxit es va provocar un renovat interès i inversió en pel·lícules britàniques, tot i establint un patró per a les comèdies romàntiques ambientades en la societat britànica, com ara Sliding Doors (1998) i Notting Hill (1999). Altres pel·lícules de Working Titles van ser Bean (1997), Elisabeth (1998) i La mandolina del capità Corelli (2001). Finalment, PFM es va vendre i es va fusionar amb Universal Pictures el 1999. Les esperances i expectatives de "construir una empresa amb seu a Gran Bretanya que pogués competir amb Hollywood al seu mercat interior [finalment] s'havien esfondrat".

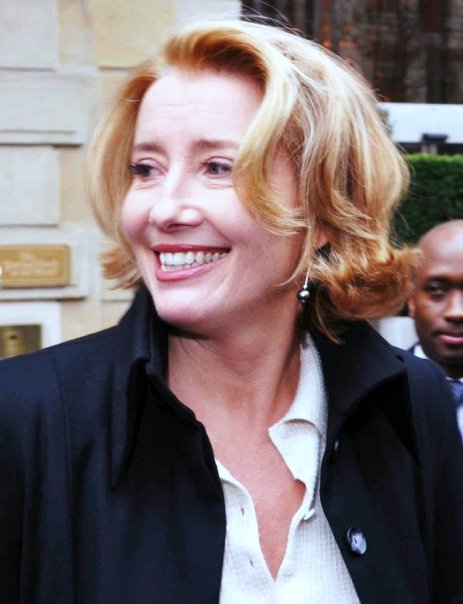
Emma Thompson a la cerimònia dels premis César.

Els incentius fiscals van permetre als productors nord-americans invertir cada vegada més en la producció de pel·lícules amb seu al Regne Unit al llarg de la dècada de 1990: pel·lícules com Entrevista amb el vampir (1994), Missió: Impossible (1996), Salvem el soldat Ryan (1998), Star Wars: Episode I - The Phantom Menace (1999) i The Mummy (1999). Miramax també va distribuir l'aclamat thriller de Neil Jordan Joc de llàgrimes (1992), que generalment va ser ignorat en el seu llançament inicial al Regne Unit, però va tenir un èxit considerable als Estats Units. La mateixa companyia també va tenir cert èxit llançant el drama de la BBC Un abril màgic (1992) i Les ales del colom (1997).
Entre les pel·lícules britàniques més reeixides hi havia les produccions de Merchant Ivory Retorn a Howards End (1992) i El que queda del dia (1993), Shadowlands (1993) de Richard Attenborough,i les adaptacions de Kenneth Branagh sobre Shakespeare. La follia del rei George (1994). Els drames costumistes britànics tenien un mercat i en van seguir altres pel·lícules d'època, com Sentit i sensibilitat (1995), Restauració (1995), Emma (1996), Mrs. Brown (1997), Basil (1998), Shakespeare in Love (1998) i Topsy-Turvy (1999).
Després d'un parèntesi de sis anys per motius legals, les pel·lícules de James Bond van tornar a la producció amb la pel·lícula 17ena de Bond, GoldenEye. Amb els seus tradicionals Pinewood Studios completament reservats, es va crear un nou estudi per a la pel·lícula en una antiga fàbrica d'aeromotors Rolls-Royce a Leavesden a Hertfordshire.
Mike Leigh va sorgir com una figura significativa del cinema britànic als anys noranta, amb una sèrie de pel·lícules finançades per Channel 4 sobre la vida laboral i de classe mitjana a la moderna Anglaterra. Life Is Sweet (1991), Naked (1993) i el seu gran èxit Secrets i mentides (1996), amb la que va guanyar la Palma d'Or a Cannes, en són les més representatives.
Altres nous talents sorgits durant la dècada van incloure l'equip de guionistes-realitzadors de John Hodge, Danny Boyle i Andrew Macdonald responsables de Shallow Grave (1994) i Trainspotting (1996). Aquesta última pel·lícula va generar interès en altres produccions locals, entre les quals destaquen les escoceses Small Faces (1996), Ratcatcher (1999) i My Name Is Joe (1998).

### 2000 a 2010

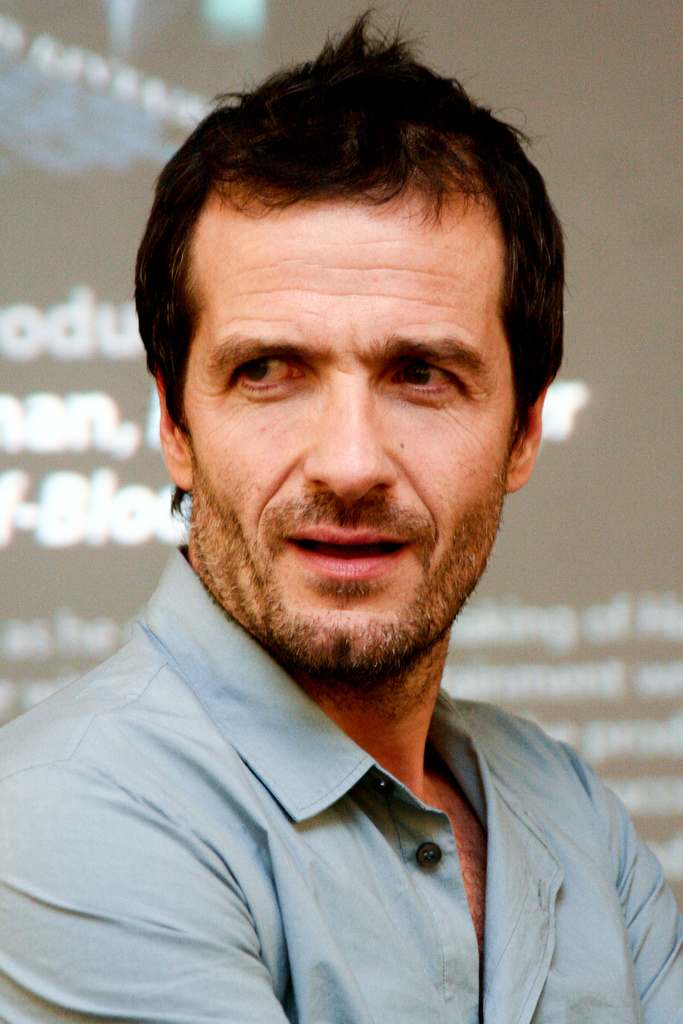
David Heyman, que va produir les vuit entreges de la sèrie de pel·lícules de Harry Potter

La primera dècada del segle XXI va ser relativament exitosa per a la indústria del cinema britànica. Moltes pel·lícules van trobar un gran públic internacional a causa del finançament de BBC Films, Film4 i el UK Film Council. Algunes companyies de producció independents, com Working Title Films, van aconseguir contractes de finançament i distribució amb els principals estudis nord-americans. Working va obtenir tres grans èxits internacionals, tots protagonitzats per Hugh Grant i Colin Firth, amb les comèdies romàntiques Bridget Jones's Diary (2001), que van recaptar 254 milions de dòlars a tot el món; la seqüela Bridget Jones: The Edge of Reason, que va guanyar 228 milions de dòlars; i el debut en la direcció de Richard Curtis Love Actually (2003), que va obtenir 239 milions de dòlars. El més reeixit de tots, Mamma Mia de Phyllida Lloyd (2008), que va obtenir 601 milions de dòlars.
La nova dècada va obrir amb una nova sèrie de cinema important a,b les pel·lícules de Harry Potter, que va començar amb Harry Potter i la pedra filosofal el 2001. La companyia de David Heyman, Heyday Films, va produir set seqüeles, amb el títol final publicat en dues parts: Harry Potter i les relíquies de la mort, primera part el 2010 i Harry Potter i les relíquies de la mort, 2a part el 2011. Totes es van filmar als estudis Leavesden d'Anglaterra.
Nick Park, creador de Wallace i Gromit, i de la sèrie Creature Comforts, d'Aardman Animations, va produir el 2000 el seu primer llargmetratge Chicken Run. Co-dirigida amb Peter Lord, la pel·lícula va tenir un gran èxit a tot el món i una de les pel·lícules britàniques més reeixides del seu any. A continuació Park segellà un altre èxit mundial, Wallace & Gromit: La maledicció de les verdues, recaptant 56 milions de dòlars a la taquilla dels EUA i 32 milions de lliures al Regne Unit. També va guanyar l'Oscar a la millor pel·lícula d'animació del 2005.

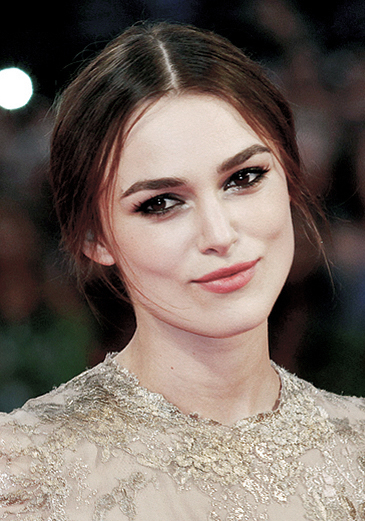
Keira Knightley al 68è Festival Internacional de Cinema de Venècia

Els llargmetratges finançats al llarg de la dècada van proporcionar premis tant directors com a les pel·lícules britàniques en els millors festivals internacionals de cinema. El 2003, Michael Winterbottom va guanyar l'Os d'Or al Festival de Cinema de Berlín per In This World. El 2004, Mike Leigh va dirigir Vera Drake, un relat d'una mestressa de casa que porta una doble vida com a avortista a Londres dels anys cinquanta. La pel·lícula va guanyar el Lleó d'Or al Festival de Venècia. El 2006 Stephen Frears va dirigir La reina basant-se en els esdeveniments relacionats amb la mort de la princesa Diana, que va guanyar el premi a la millor actriu al Festival de Venècia i els premis de l'Acadèmia i el BAFTA a la millor pel·lícula. El 2006, Ken Loach va guanyar la Palma d'Or al Festival de Cannes amb el seu relat sobre la lluita per la independència irlandesa a El vent que sacseja l'ordi. L'adaptació de Joe Wright a la novel·la de Ian McEwan Expiació va ser nominada als 7 premis de l'Acadèmia, inclosa la millor pel·lícula i va guanyar el Globus d'Or i el BAFTA a la millor pel·lícula. Slumdog Millionaire es va filmar íntegrament a Bombai amb un repartiment majoritàriament indi, tot i que amb el director britànic Danny Boyle, productor Christian Colson, guionista Simon Beaufoy i l'estrella Dev Patel. Va rebre elogis de la crítica mundial i va guanyat quatre Globus d'Or, set premis BAFTA i vuit premis de l'Acadèmia, inclosos el de millor director i millor pel·lícula. El discurs del rei, que explica la història dels intents de superar els problemes de parla per part del rei Jordi VI, va ser dirigit per Tom Hooper i filmat gairebé íntegrament a Londres. Va rebre quatre premis de l'Acadèmia, inclosa la de millor pel·lícula, millor director, millor actor i millor guió, el 2011.
Al començament del segle XXI, el cinema britànic asiàtic es va afirmar a la taquilla. Començant per East Is East (1999) i continuant per Bend It Like Beckham (2002). També es van produir altres pel·lícules asiàtiques britàniques destacades durant aquest període: My Son the Fanatic (1997), Ae Fond Kiss ... (2004), Mischief Night (2006), Yasmin (2004) i Four Lions (2010). Alguns argumenten que van aportar actituds més flexibles envers el repartiment d'actors britànics negres i asiàtics, amb Robbie Gee i Naomie Harris assumint papers principals a Underworld i 28 Days Later respectivament. L'any 2005 va aparèixer el British Urban Film Festival, una incorporació al calendari d'un festival de cinema, que va reconèixer la influència de Kidulthood en el públic britànic i, en conseqüència, va començar a mostrar un perfil creixent de pel·lícules sobre un gènere que abans no es veia amb regularitat a els cinemes de la capital. Kidulthood, centrada en els joves de Londres, va tenir una estrena limitada. Es va seguir amb èxit una seqüela Adulthood (2008) que va ser escrita i dirigida per l'actor Noel Clarke. Al llarg de la dècada de 2000 es van estrenar diverses altres pel·lícules que tractaven qüestions urbanes i sobre els britànics negres, te com a precedents: Bullet Boy (2004), Life and Lyrics (2006) i Rollin 'with the Nines (2009).

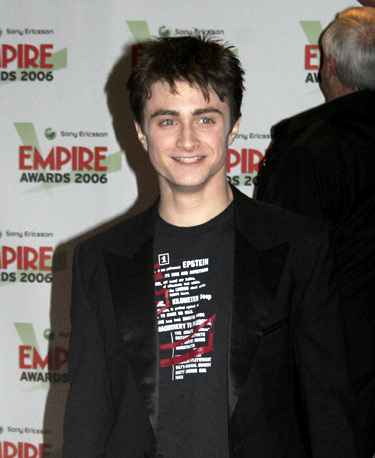
Daniel Radcliffe als Premis Empire 2006

Igual que la dècada de 1960, aquesta dècada va veure moltes pel·lícules britàniques dirigides per talents importats. L'americà Woody Allen va rodar Match Point (2005) i tres pel·lícules posteriors a Londres. El director mexicà Alfonso Cuarón va dirigir Harry Potter i el presoner d'Azkaban (2004) i Children of men (2006); La cineasta neozelandesa Jane Campion va dirigir Bright Star (2009), una pel·lícula ambientada al Londres del segle xix. El director danès Nicolas Winding Refn dirigiria Bronson (2008), una biografia sobre el criminal anglès Michael Gordon Peterson; i el cineasta espanyol Juan Carlos Fresnadillo va dirigir 28 Weeks Later (2007), una seqüela d'una pel·lícula de terror britànica. Dues adaptacions de John le Carré també van ser dirigides per estrangers: The Constant Gardener del brasiler Fernando Meirelles i El talp del suec Tomas Alfredson. La dècada també va suposar que l'actor anglès Daniel Craig es convertís en el nou James Bond amb Casino Royale, la 21a entrada de la sèrie oficial Eon Productions.
Tot i la creixent competència dels estudis cinematogràfics d'Austràlia i l'Europa de l'Est, estudis britànics com Pinewood, Shepperton i Leavesden van continuar tenint èxit a l'hora d'acollir grans produccions, com ara Descobrir el País de Mai Més, Closer, Batman Begins, Charlie i la fàbrica de xocolata, United 93, The Phantom of the Opera, Sweeney Todd, Fantastic Mr. Fox, Robin Hood, X-Men: First Class, Hugo i War Horse .
El novembre de 2010, Warner Bros va completar l'adquisició dels Estudis de cinema Leavesden, convertint-se en el primer estudi de Hollywood, des dels anys quaranta, que tenia una base permanent al Regne Unit i va anunciar plans per invertir 100 milions de lliures esterlines al lloc.
Un estudi del British Film Institute publicat el desembre de 2013 va trobar que de les 613 pel·lícules britàniques estrenades entre 2003 i 2010, només el 7% va obtenir beneficis. Les pel·lícules amb pressupostos més baixos, aquelles que costen per sota de 500.000 lliures esterlines, eren encara menys propenses a obtenir un retorn de la inversió. D'aquestes pel·lícules, només el 3,1% va superar el números vermells. Al capdamunt dels pressupostos per a la indústria britànica, menys d'una cinquena part de les pel·lícules que costaven 10 milions de lliures esterlines van obtenir beneficis.

### 2010 a l'actualitat

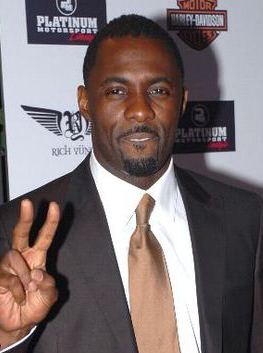
Idris Elba el 2007. És un dels 20 actors amb més taquilles de l'Amèrica del Nord des del 2019.

El 26 de juliol de 2010 es va anunciar que el UK Film Council, que era l'òrgan principal responsable del desenvolupament de la promoció del cinema britànic durant la dècada de 2000, seria suprimit, i moltes de les funcions de l'òrgan abolit serien assumides pel British Film Institute. Actors i professionals, inclosos James McAvoy, Emily Blunt, Pete Postlethwaite, Damian Lewis, Timothy Spall, Daniel Barber i Ian Holm, van fer campanya contra l'abolició del Consell. El moviment també va portar a l'actor i director nord-americà Clint Eastwood, que havia filmat més Més enllà de la vida a Londres, a escriure al Ministre d'Hisenda George Osborne l'agost del 2010 per protestar contra la decisió de tancar el UKFC. Eastwood va advertir a Osborne que el tancament podria provocar que menys empreses productores estrangeres triessin treballar al Regne Unit. Es va llançar una campanya en línia de base i es va establir una petició pels partidaris del Consell.
Contrarestant això, alguns professionals, inclosos Michael Winner i Julian Fellowes, van donar suport a la decisió del Govern. Algunes altres organitzacions van respondre positivament.
Al tancament del UK Film Council el 31 de març de 2011, The Guardian va informar que "tot el pressupost anual de la UKFC era de 3 milions de lliures esterlines, mentre que el cost del tancament i la reestructuració s'estima que ha estat gairebé quatre vegades superior a aquest import". Es calcula que una de les últimes pel·lícules de l'UKFC, El discurs del rei, va costar 15 milions de dòlars i va ingressar 235 milions de dòlars, a més de guanyar diversos premis de l'Acadèmia. UKFC va invertir 1,6 milions de dòlars per un 34% dels beneficis nets, una valuosa participació que passarà al British Film Institute.

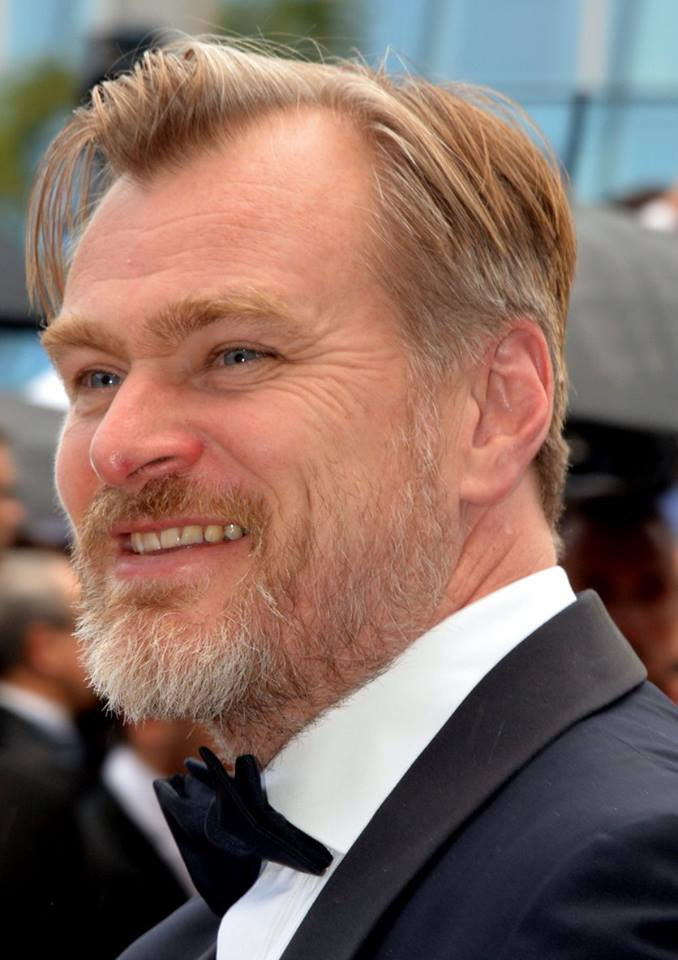
Christopher Nolan va dirigir diverses de les pel·lícules amb més èxit crític i comercial de principis del.

A l'abril de 2011, The Peel Group va adquirir una participació de control del 71% en The Pinewood Studios Group (propietari de Pinewood Studios i Shepperton Studios) per 96 milions de lliures esterlines. El juny de 2012, Warner va obrir l'estudi Leavesden, desenvolupat per a empreses. Els directors britànics amb més èxit comercial dels darrers anys són Paul Greengrass, Mike Newell, Christopher Nolan, Ridley Scott i David Yates.
El gener del 2012, el primer ministre del Regne Unit, David Cameron, va visitar els Pinewood Studios i les empreses relacionade amb la industria cinematogràfica, tot dient que el seu govern tenia ambicions audaces per a la indústria del cinema: "El nostre paper, i el de la BFI, hauria de ser donar suport al sector perquè es parés més dinàmic i emprenedor, ajudant els productors britànics a fer imatges d'èxit comercial que rivalitzen amb la qualitat i l'impacte de les millors produccions internacionals. De la mateixa manera que la British Film Commission ha tingut un paper crucial en l'atracció dels millors i millors estudis internacionals per produir les seves pel·lícules aquí, també hem d'incentivar els productors britànics a perseguir nous mercats tant aquí com a l'estranger ".
La indústria del cinema continua sent un important actiu de l'economia britànica. Segons un comunicat de premsa del UK Film Council del 20 de gener de 2011, durant el 2010 es van gastar 1.115 milions de lliures esterlines en producció cinematogràfica del Regne Unit. Una enquesta del 2014 va suggerir que les pel·lícules de fabricació britànica eren generalment més ben valorades que les produccions de Hollywood, sobretot quan es consideraven produccions britàniques de baix pressupost.

## Cinema d'art

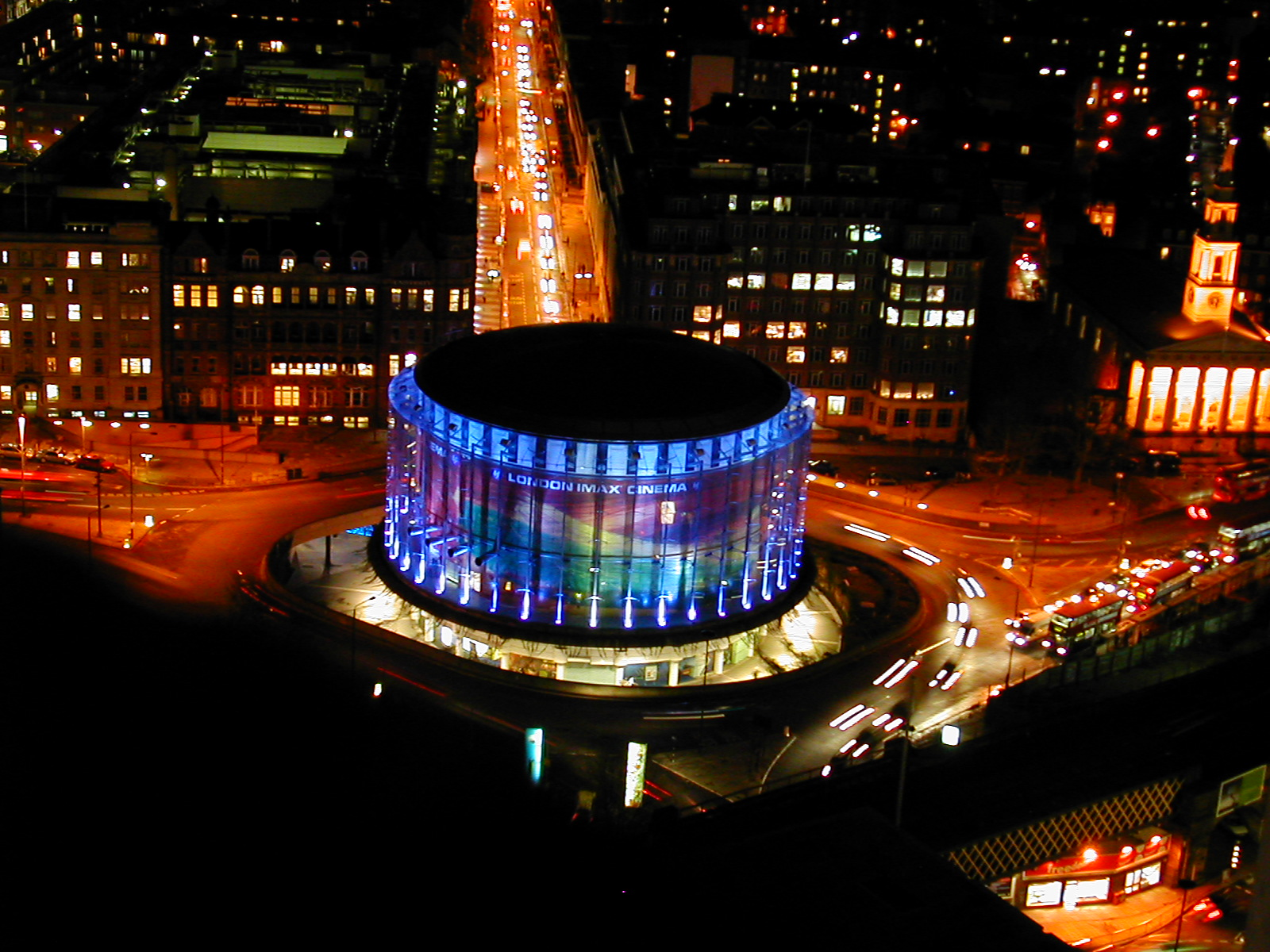
Cinema London IMAX

El 1964 es va fundar el British Film Institute amb l'objectiu de finançar projectes de cinema de qualitat al Regne Unit, si ve ja s'havia finançat algunes produccions experimentals des de 1952. A partir de 1971 es va incrementar el pressupost, la qual cosa va convertir el BFI en una força dominant en el desenvolupament del cinema d'art britànic, Entres els projectes recolzats dels anys setanta i vuitanta trobem la primera part de la Trilogia My Childhood de Bill Douglas (1972) i la trilogia Childhood de Terence Davies (1978). Continuen les primeres pel·lícules de Peter Greenaway, amb el sorprenent èxit comercial de The Draughtsman's Contract (1982), i Derek Jarman defensor del New Queer Cinema. El primer llargmetratge produït sota el nou esquema del BFI va ser Kevin Brownlow i Winstanley d' Andrew Mollo (1975), si bé altres projectes com Moon Over the Alley (1975), Requiem for a Village (1975), i l'avantguardista Bazaar (1973), Pressure (1975) i A Private Enterprise (1974) també s'hi consideren com a perceptors del seu suport. Les dues últimes són, respectivament, les primeres produccions fetes pels British Black.
L'estrena de Jubilee de Derek Jarman (1978) va suposar el començament d'un èxit de cinema d'art britànic, que va continuar fins als anys vuitanta amb cineastes com Sally Potter. A diferència de la generació anterior de cineastes britànics que havien irromput en la direcció i la producció després de trajectòries al teatre o a la televisió, els directors de cinema d'art eren principalment un producte de les escoles d'art. Molts d'aquests cineastes van ser defensats en la seva primera carrera per la London Filmmakers Cooperative i el seu treball va ser objecte d'una anàlisi teòrica detallada a la revista Screen Education. Peter Greenaway va ser un dels primers pioners en l'ús d'imatges generades per ordinador barrejades amb imatges filmades, i també va ser un dels primers directors a filmar completament en vídeo d'alta definició per a la seva estrena al cinema.
Amb el llançament de Channel 4 i la seva línia de comissions de Film on Four, Art Cinema es va promocionar a un públic més ampli. Tanmateix, el Canal va tenir un fort canvi en la seva política de posada en servei a principis dels anys noranta i Greenaway i altres es van veure obligats a buscar finançament europeu per a la coproducció.

## Tecnologia del cinema

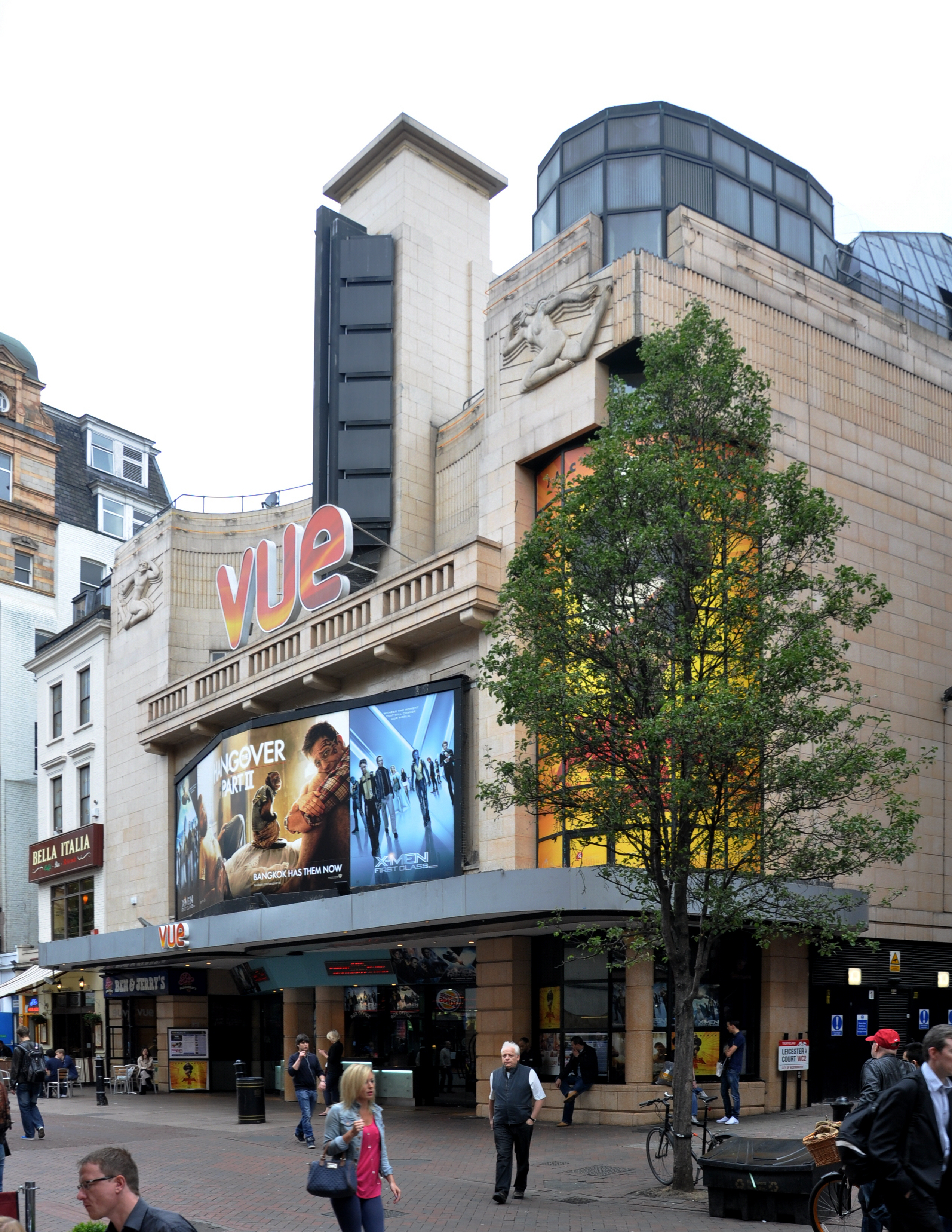
Cinema Vue, Leicester Square.

Als anys setanta i vuitanta, els estudis britànics van guanyar-se la reputació de treballar efectes especials de qualitat en pel·lícules com Superman (1978), Alien (1979) i Batman (1989). Part d'aquesta reputació es va fundar en el nucli de talent reunit per al rodatge del 2001: una odissea de l'espai (1968), que posteriorment va treballar junts en sèries i llargmetratges per a Gerry Anderson. Gràcies a Aardman Animations, amb seu a Bristol, el Regne Unit continua sent reconegut com a líder mundial en l'ús d'animació stop-motion.
Els tècnics britànics d'efectes especials i els dissenyadors de producció són coneguts per crear efectes visuals a un cost molt inferior als dels seus homòlegs als EUA, tal com es veu a Time Bandits (1981) i Brasil (1985). Aquesta reputació ha continuat durant la dècada de 1990 i fins al segle XXI amb pel·lícules com la sèrie de James Bond , Gladiator (2000) i la franquícia de Harry Potter.
Des de la dècada de 1990 fins a l'actualitat, s'ha produït un moviment progressiu des de les pel·lícules òptiques tradicionals fins a un entorn de cinematografia digital integrada, amb efectes especials, tall, graduació del color i altres tasques de postproducció que comparteixen la mateixa infraestructura totalment digital. La companyia d'efectes visuals amb seu a Londres , Framestore, amb Tim Webber, supervisor d'efectes visuals, han treballat en alguns dels projectes més difícils tècnicament i artísticament, com ara El cavaller fosc (2008) i Gravity (2013). Amb les noves tècniques de Gravity, l'equip de Webber i Framestore trigant tres anys en completar-se.
La disponibilitat d'Internet d'alta velocitat ha fet que la indústria del cinema britànica sigui capaç de treballar estretament amb estudis nord-americans com a part de produccions distribuïdes a nivell mundial. A partir del 2005, s'espera que aquesta tendència continuï amb els moviments cap a la distribució i projecció (actualment experimentals) digitals com a tecnologies principals. La pel·lícula britànica This is Not a Love Song (2003) va ser la primera transmissió en directe a Internet al mateix temps que es va estrenava als cinemes.